# Secure Digital Card
Secure Digital, oficialmente abreviado como SD, é um formato de cartão de memória não volátil proprietário desenvolvido pela SD Association (SDA) para uso em dispositivos portáteis.
O padrão foi introduzido em agosto de 1999 por esforços conjuntos entre SanDisk, Panasonic (Matsushita) e Toshiba como uma melhoria em relação aos MultiMediaCards (MMCs) e se tornou o padrão da indústria. As três empresas formaram a SD-3C, LLC, uma empresa que licencia e aplica direitos de propriedade intelectual associados a cartões de memória SD e host SD e produtos auxiliares.
As empresas também formaram a SD Association (SDA), uma organização sem fins lucrativos, em janeiro de 2000 para promover e criar padrões de cartão SD. A SDA tem hoje cerca de 1.000 empresas associadas. A SDA usa vários logotipos de marca registrada de propriedade e licenciados pela SD-3C para garantir a conformidade com suas especificações e garantir a compatibilidade dos usuários.

## História

### 1999-2002: Criação

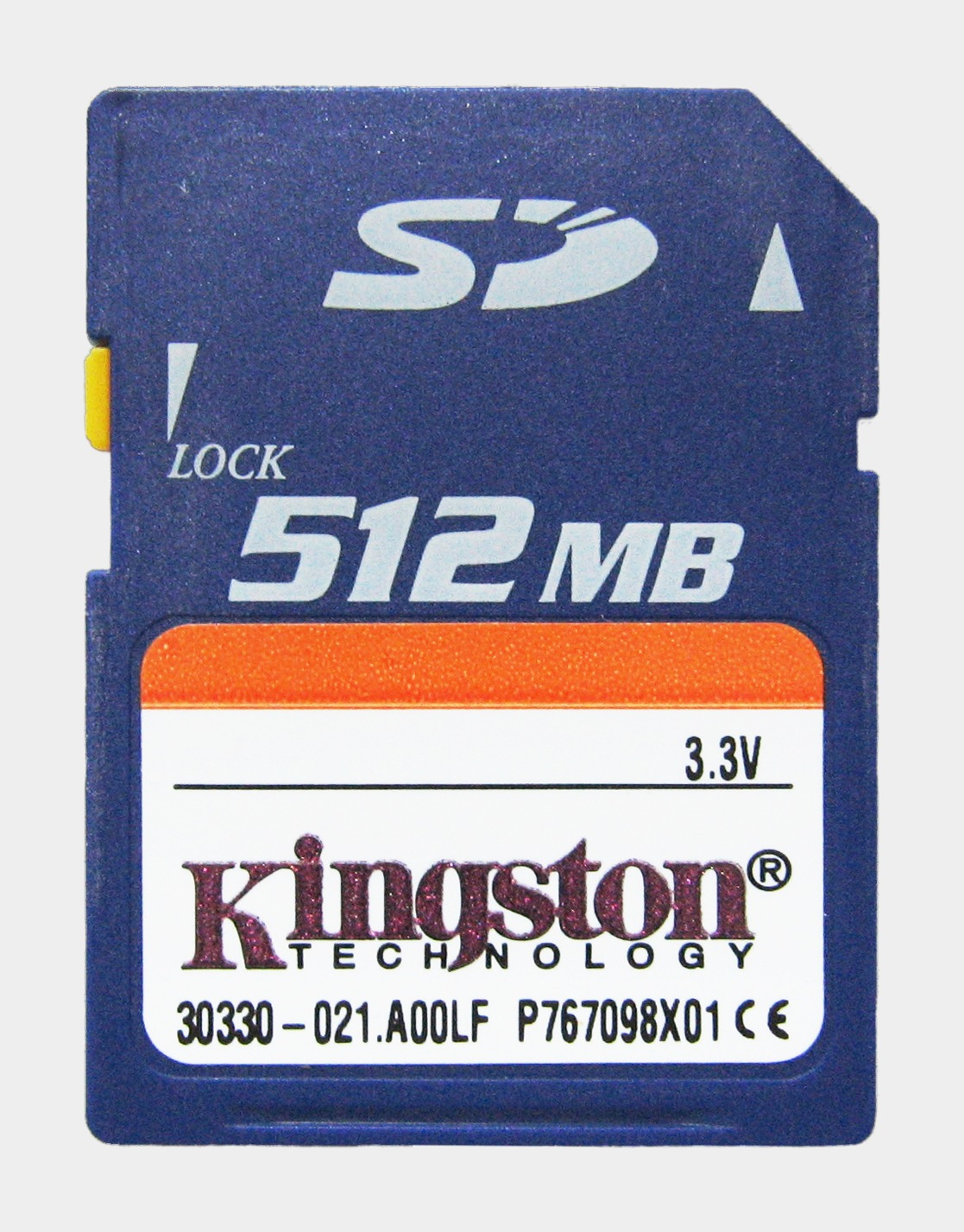
Cartão SD da marca Kingston

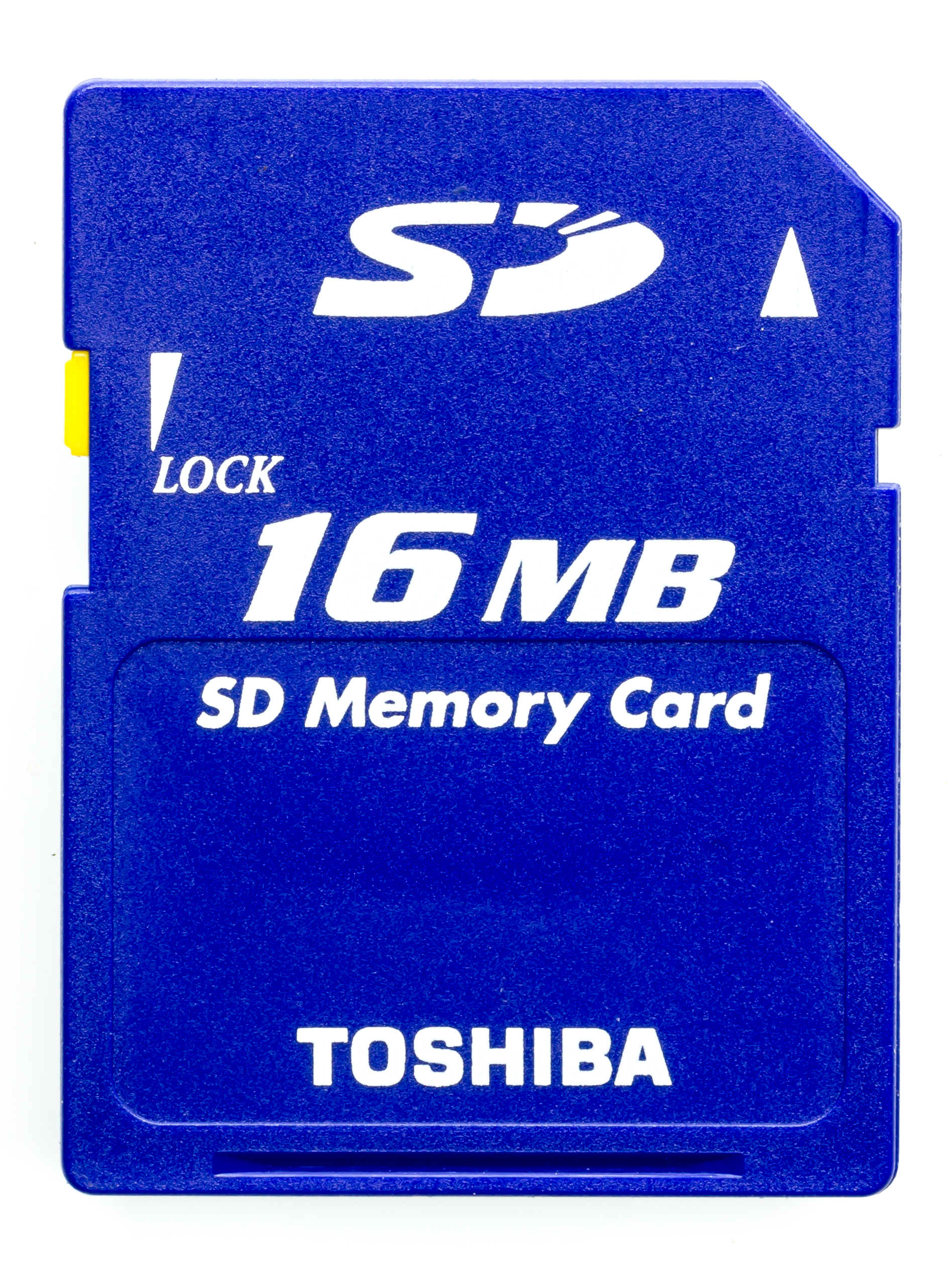

Em 1999, SanDisk, Panasonic (Matsushita) e Toshiba concordaram em desenvolver e comercializar o Cartão de Memória Secure Digital (SD). O cartão foi derivado do MultiMediaCard (MMC) e forneceu gerenciamento de direitos digitais com base no padrão Secure Digital Music Initiative (SDMI) e, para a época, uma alta densidade de memória.
Ele foi projetado para competir com o Memory Stick, um produto DRAM que a Sony havia lançado no anto anterior. Os desenvolvedores previram que o DRAM induziria um amplo uso por fornecedores de música preocupados com a pirataria.
O logotipo "SD" da marca registrada foi originalmente desenvolvido para o Super Density Disc, que foi a entrada malsucedida de Toshiba na guerra do formato DVD. Por está razão o D dentro do logotipo se assemelha a um disco óptico.
Na feira Consumer Electronics Show (CES) 2000, as três empresas anunciaram a criação da SD Association (SDA) para promover cartões SD. A SD Association, com sede em San Ramon, Califórnia, Estados Unidos, começou com certa de 30 empresas e hoje é composta por cerca de 1.000 fabricantes de produtos que fabricam cartões e dispositivos de memória interoperáveis. As primeiras amostras do cartão SD ficaram disponíveis no primeiro trimestre de 2000, com quantidades de produção de cartões de 32 e 64 MB disponíveis três meses depois.

### 2003: Mini cartões

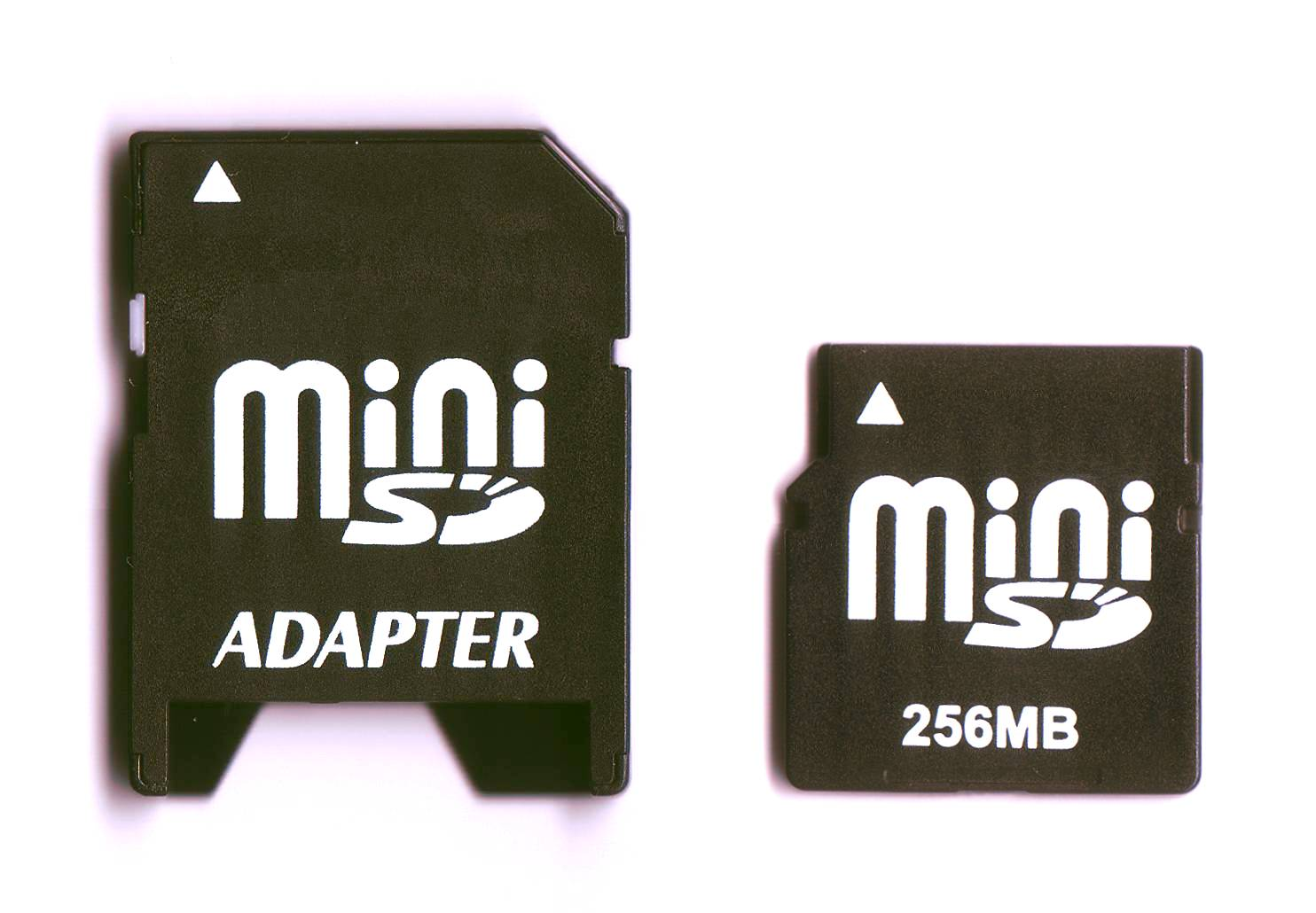
Cartão MiniSD de 256 mb + Adaptador.

O formulário miniSD foi introduzido em março de 2003 na CeBIT pela SanDisk Corporation, que o anunciou e demonstrou. A SDA adotou o cartão microSD em 2003 como uma extensão de formato pequeno para o padrão de cartão SD. Embora os novos cartões tenham sido projetados especialmente para telefones celulares, eles geralmente são embalados com um adaptador miniSD que oferece compatibilidade com um slot de cartão de memória SD padrão.

### 2004-2005: Micro cartões

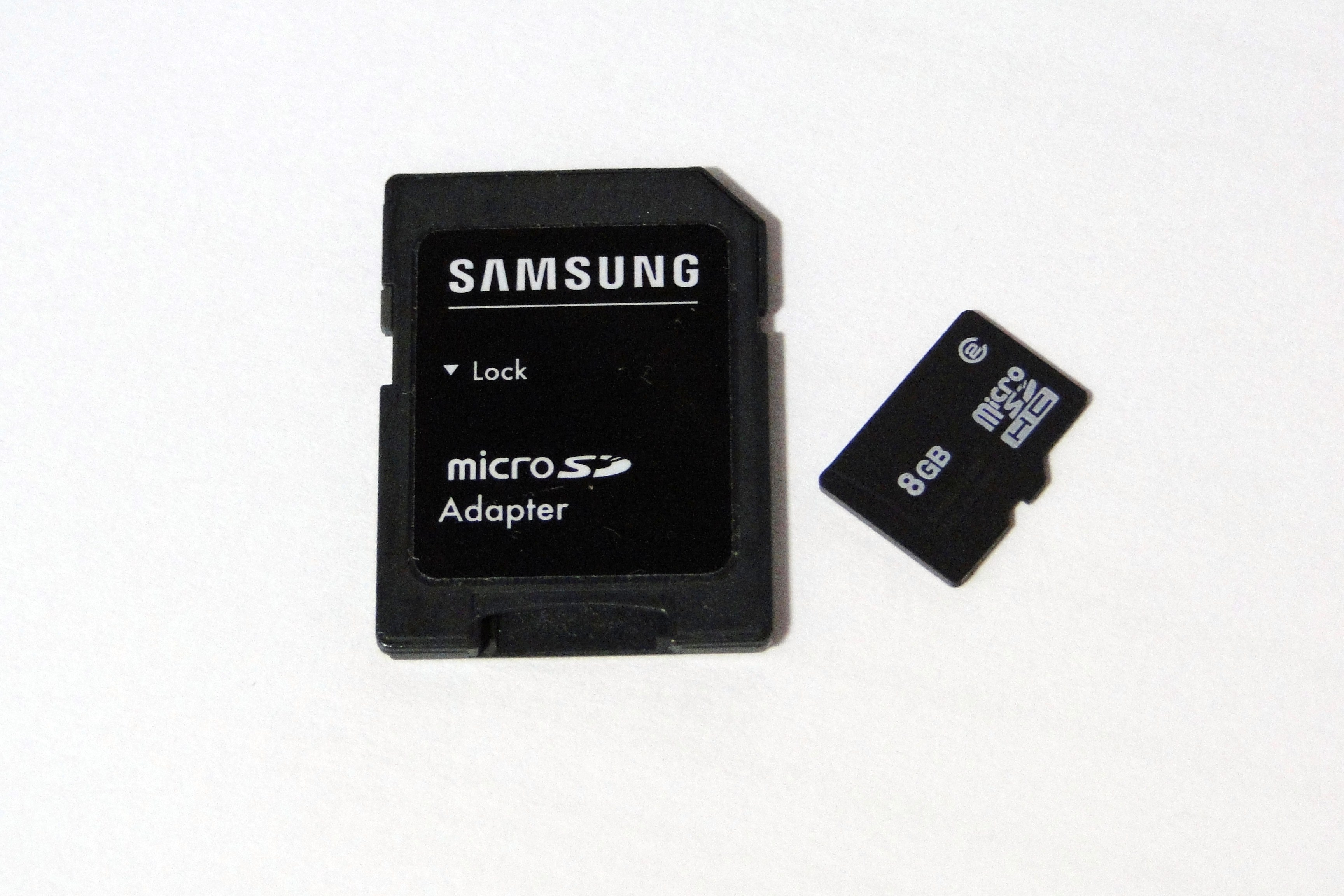
Micro SD e adaptador.

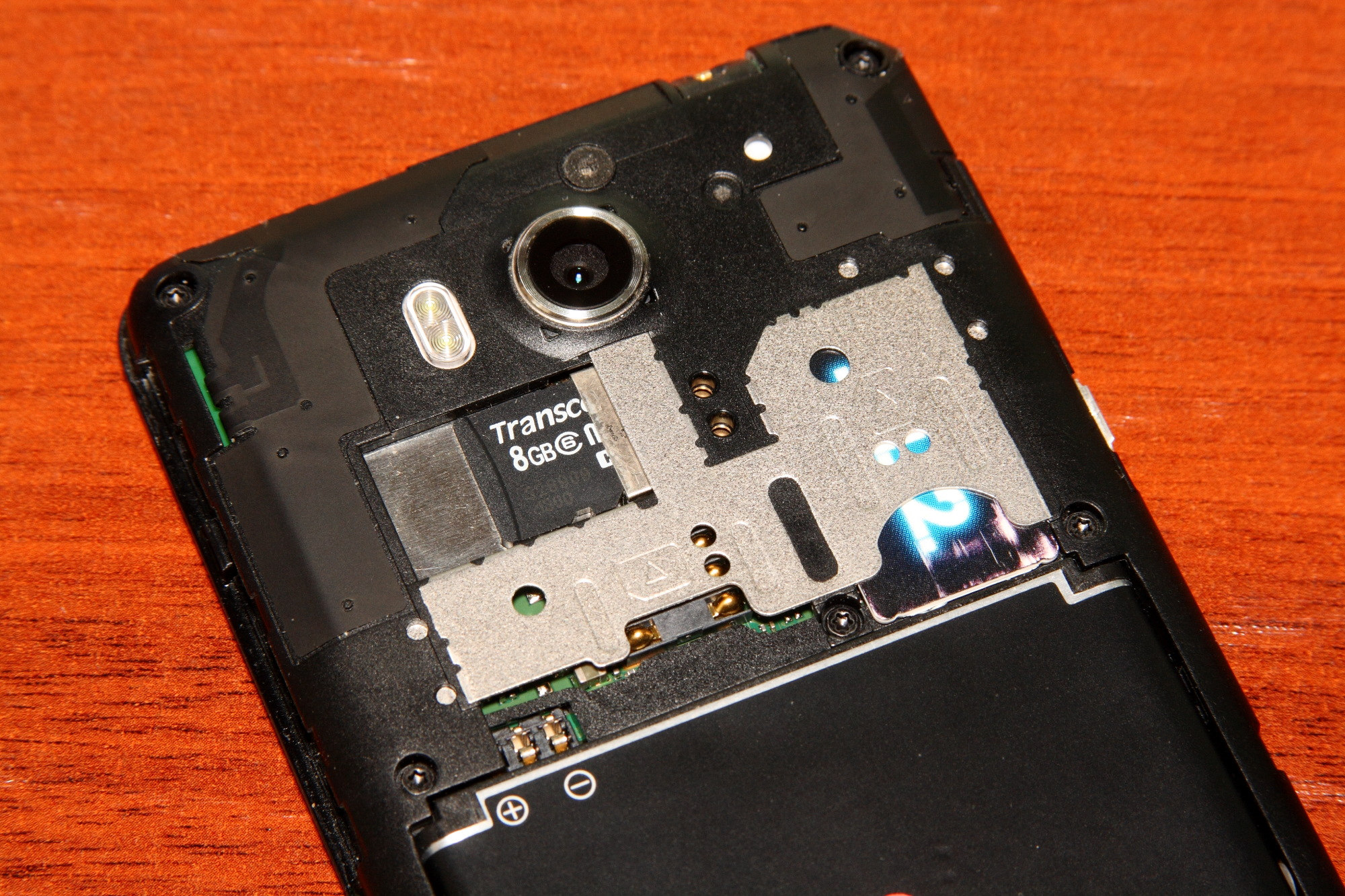
cartão microSD em um smartphone

Os cartões de memória flash Secure Digital miniaturizados removíveis foram microSD foram originalmente chamados de T-Flash ou TF, abreviações de TransFlash. Os cartões TransFlash e microSD são funcionalmente idênticos permitindo que um opere em dispositivos feitos para o outro. Os cartões microSD (e TransFlash) são eletricamente compatíveis com cartões SD maiores e podem ser usados em dispositivos que aceitam cartões SD com a ajuda de um adaptador passivo, que não contém componentes eletrônicos, apenas traços metálicos conectando os dois conjuntos de contatos. Ao contrário dos cartões SD maiores, o microSD não oferece um interruptor mecânico de proteção contra gravação, portanto, uma maneira independente do sistema operacional de protegê-los contra gravação não existe no caso geral. A SanDisck concebeu o microSD quando seu diretor de tecnologia (CTO) e o CTO da Motorola concluíram que os cartões de memória atuais eram grandes demais para telefones celulares.[carece de fontes?]
O cartão foi originalmente chamado T-Flash, mas pouco antes do lançamento do produto, a T-Mobile enviou uma carta de cessação e desistência à SanDisck alegando que a T-Mobile possuía a marca registrada em T-(qualquer),[carece de fontes?] e o nome foi alterado para TransFlash.
Na CTIA Wireless 2005, a SDA anunciou o formato microSD pequeno junto com a formatação digital segura SDHC de alta capacidade superior a 2 GB com uma velocidade mínima de leitura e gravação sustentada de 17,6 Mbit/s.[carece de fontes?] A SanDisck induziu o SDA a administrar o padrão microSD. A SDA aprovou a especificação final do microSD em 13 de julho de 2005. Inicialmente, os cartões microSD estavam disponíveis em capacidades de 32, 64 e 128 MB.[carece de fontes?]
O Motorola E398 foi o primeiro celular a conter um cartão TransFlash (mais tarde microSD).[carece de fontes?] Alguns anos depois, seus concorrentes começaram a usar cartões microSD.

### 2006-2008: SDHC e SDIO

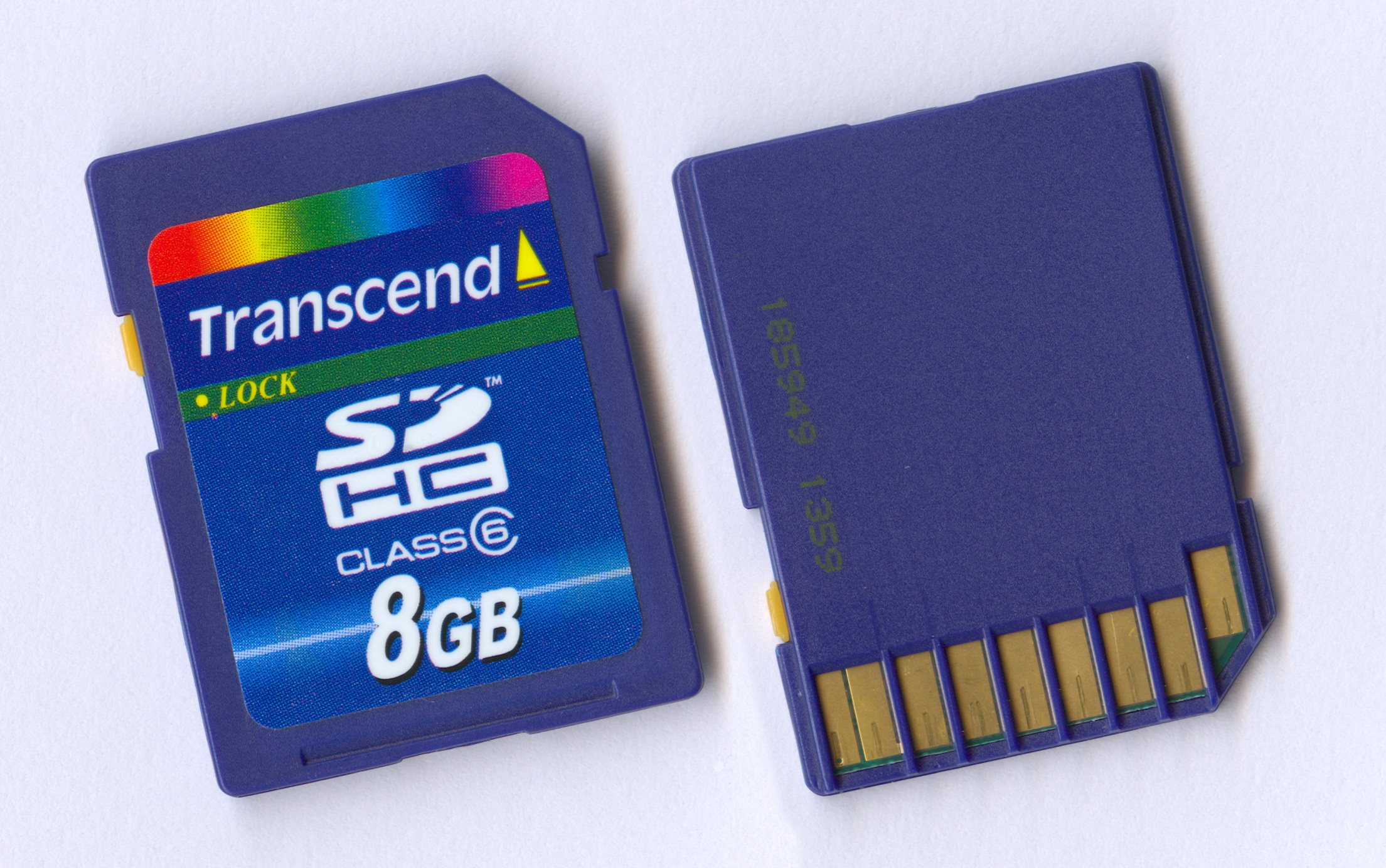
Cartões SDHC de 8GB

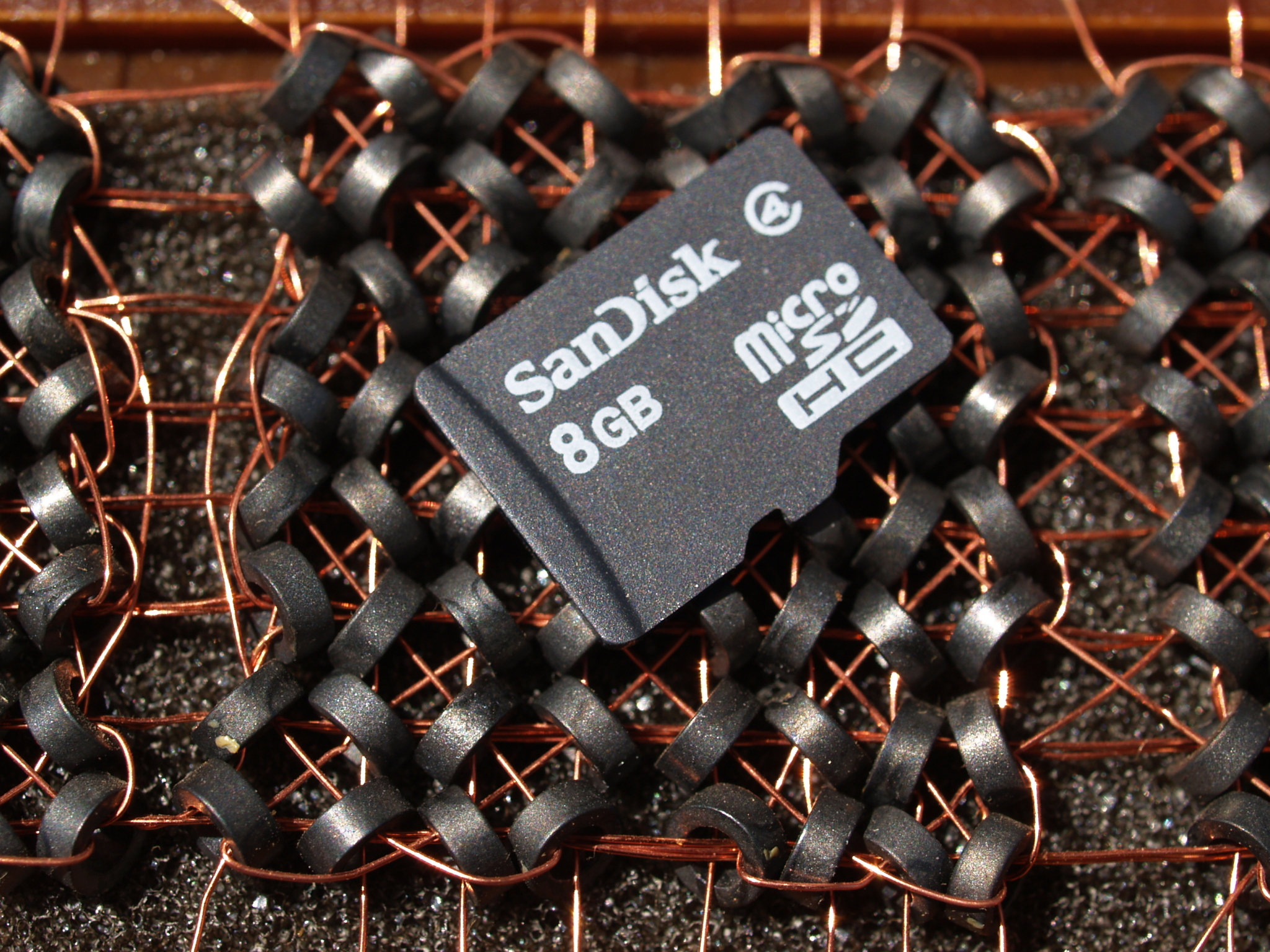
Este cartão microSDHC contém 8 bilhões de bytes. Abaixo dele está uma seção de uma memória de núcleo magnético (usada até a década de 1970) que contém oito bytes usando 64 núcleos. O cartão cobre aproximadamente 20 bits (2 1/2 bytes)

O formato SDHC, anunciado em janeiro de 2006, trouxe melhorias como capacidade de armazenamento de 32 GB e suporte obrigatório ao sistema de arquivos FAT32.[carece de fontes?] Em abril, a SDA lançou uma especificação detalhada para as partes não relacionadas à segurança do padrão de cartão de memória SD e para os cartões Secure Digital Input Output (SDIO) e o controlador de host SD padrão.[carece de fontes?]
Em setembro de 2006, a SanDisk anunciou o miniSDHC de 4 GB. Assim como o SD e o SDHC, o cartão mini SDHC tem o mesmo formato que o cartão miniSD mais antigo, mas o cartão HC requer suporte HC integrado ao dispositivo host. Os dispositivos que suportam miniSDHC funcionam com miniSD e miniSDHC, mas os dispositivos sem suporte específico para miniSDHC funcionam apenas com o cartão miniSD mais antigo. Desde 2008, os cartões miniSD não são mais produzidos, devido ao domínio do mercado dos cartões microSD ainda menores.

### 2009-2019: SDXC
A densidade de armazenamento dos cartões de memória aumentou significativamente ao longo da década de 2010, permitindo que os primeiros dispositivos oferecessem suporte ao padrão SD:XC, como os telefones celulares Samsung Galaxy S III e Samsung Galaxy Note II, para expandir seu armazenamento disponível para várias centenas de gigabytes.
2009
Em janeiro de 2009, a SDA anunciou a família SDXC, que suporta cartões de até 2 TB e velocidades de até 300MB/s.[carece de fontes?] Os cartões SDXC são formatados com o sistema de arquivos exFAT por padrão.[carece de fontes?] O SDXC foi anunciado na Consumer Electronics Show (CES) 2009 (7 a 10 de janeiro). No mesmo show, a SanDisk e a Sony também anunciaram uma variante comparável do Memory Stick XC com o mesmo máximo de 2 TB máximo para SDXC, e a Panasonic anunciou planos para produzir cartões SDXC de 64 GB. Em 6 de março, a Pretec apresentou o primeiro cartão SDXC, um cartão de 32 GB com velocidade de leitura/gravação de 400 Mbit/s. Mas somente no início de 2010 dispositivos host compatíveis chegaram ao mercado, incluindo a filmadora Handycam HDR-CX55V da Sony, a câmera digital SLR EOS 550D da Canon (também conhecida como Rebel T2i), um leitor de cartão USB da Panasonic, e um leitor de cartão SDXC integrado da JMicron. Os primeiros laptops a integrar leitores de cartão SDXC contavam com um barramento USB 2.0, que não tem largura de banda para suportar SDXC em velocidade máxima.
2010
No início de 2010, surgiram cartões SDXC comerciais da Toshiba (64 GB), Panasonic (64 GB e 48 GB), e SanDisk (64 GB).
2011
No início de 2011, Centon Electronics, Inc. (64 GB e 128 GB) e Lexar (128 GB) começaram a enviar cartões SDXC classificados como Speed Class 10. A Pretec ofereceu cartões de 8 GB a 128 GB classificados como Speed Class 16. Em setembro de 2011, a SanDisck lançou um cartão microSDXC de 64 GB. Kingmax lançou um produto comparável em 2011.
2012
Em abril de 2012, a Panasonic introduziu o formato de cartão MicroP2 para aplicativos de vídeo profissional. Os cartões são essencialmente cartões SDHC ou SDXC UHS-II de tamanho normal, classificados em UHS Speed Class U1. Um adaptador permite que os cartões MicroP2 funcionem em equipamentos de cartão P2 atuais.
2013
Os cartões Panasonic MicroP2 foram lançados em março de 2013 e foram os primeiros produtos compatíveis com UHS-II no mercado; oferta inicial inclui um cartão SDHC de 32 GB e um cartão SDXC de 64 GB. Mais tarde naquele ano, a Lexar lançou o primeiro cartão SDXC de 256 GB, baseado na tecnologia flash NAND de 20 nm.
2014
Em fevereiro de 2014, a SanDisk lançou o primeiro cartão microSDXC de 128 GB, que foi seguido por um cartão microSDXC de 200 GB em março de 2015. Em setembro de 2014, a SanDisk anunciou o primeiro cartão SDXC de 512 GB.
2016
A Samsung anunciou o primeiro cartão micro SDXC EVO Plus de 256 GB do mundo em maio de 2016, e em setembro de 2016 a Western Digital (SanDisk) anunciou que um protótipo do primeiro cartão SDXC de 1 TB seria demonstrado na Photokina.
2017
Em agosto de 2017, a SanDisk lançou um cartão microSDXC de 400 GB.
2018
Em janeiro de 2018, a Integral Memory apresentou seu cartão microSDXC de 512 GB. Em maio de 2018, a PNY lançou um cartão microSDXC de 512 GB. Em junho de 2018, a Kingston anunciou sua série Canvas de cartões MicroSD com capacidade de até 512 GB, em três variações, Select, Go! e a React.
2019
Em fevereiro de 2019, a Micron e a SanDisk lançaram seus cartões microSDXC de 1 TB de capacidade.

### 2019-presente: SDUC
O formato Secure Digital Ultra Capacity (SDUC) suporta cartões de até 128 TB e oferece velocidades de até 985 MB/s.

## Capacidade
Secure Digital inclui cinco famílias de cartões disponíveis em três tamanhos. As cinco famílias são o original Standard-Capacity (SDSC), o High-Capacity (SDHC), o eXtended-Capacity (SDXC), o Ultra-Capacity (SDUC) e o SDIO, que combina funções de entrada/saída com armazenamento de dados. Os três fatores de forma são o tamanho original, o tamanho mini e o tamanho micro. Adaptadores eletricamente passivos permitem que um cartão menor se encaixe e funcione em um dispositivo construído para um cartão maior. O tamanho reduzido do cartão SD é um meio de armazenamento ideal para dispositivos eletrônicos menores, mais finos e mais portáteis.

### SD (SDSC)

Logótipo Secure Digital Standard Capacity (SD); a especificação define cartões com capacidade de até 2 GB

O cartão Secure Digital (SDSC ou Secure Digital Standard Capacity) de segunda geração foi desenvolvido para melhorar o padrão MultiMediaCard (MMC), que continuou a evoluir, mas em uma direção diferente. A Secure Digital mudou o design do MMC de várias maneiras:
- A forma assimétrica das laterais do cartão SD evita inseri-lo de cabeça para baixo (enquanto um MMC entra na maior parte do caminho, mas não faz contato se invertido).
- A maioria dos cartões SD tem 2,1 mm (0,083 polegadas) de espessura, em comparação com 1,4 mm (0,055 polegadas) para MMCs. A especificação SD define um cartão chamado Thin SD com uma espessura de 1,4 mm, mas eles ocorrem apenas raramente, pois o SDA passou a definir fatores de forma ainda menores.
- Os contatos elétricos do cartão estão embutidos sob a superfície do cartão, protegendo-os do contato com os dedos do usuário.
- A especificação SD previa capacidades e taxas de transferência superiores às do MMC, e ambas funcionalidades cresceram ao logo do tempo. Para uma tabela de comparação, veja abaixo.
- Enquanto o MMC usa um único pino para transferências de dados, o cartão SD adicionou um modo de barramento de quatro fios para taxas de dados mais altas.
- O cartão SD adicionou um circuito de segurança de proteção de conteúdo para mídia gravável (CPRM) para proteção de conteúdo de gerenciamento de direitos digitais (DRM).
- Adição de um entalhe de proteção contra gravação

Os cartões SD de tamanho normal, não cabem nos slots MMC mais finos, e outros problemas também afetam a capacidade de usar um formato em um outro dispositivo host projetado para outro.

### SDHC

Logo Secure Digital High Capacity (SDHC); a especificação define cartões com capacidade de mais de 2 GB até 32 GB

O formato Secure Digital High Capacity (SDHC), anunciado em janeiro de 2006 e definido na versão 2.0 da especificação SD, suporta cartões com capacidades de até 32 GB. A marca SDHC é licenciada para garantir a compatibilidade.
Os cartões SDHC são fisicamente e eletricamente idênticos aos cartões SD de capacidade padrão (SDSC). Os principais problemas de compatibilidade entre cartões SDHC e SDSC são a redefinição do registro de dados específicos do cartão (CSD) na versão 2.0 (veja abaixo) e o fato de que os cartões SDHC são enviados pré-formatados com o sistema de arquivos FAT32.
A versão 2.0 também apresenta um modo de barramento de alta velocidade para cartões SDSC e SDHC, que dobra o clock de velocidade padrão original para produzir 25 MB/s.
Os dispositivos host SDHC são necessários para aceitar cartões SD mais antigos. No entanto, dispositivos host mais antigos não reconhecem cartões de memória SDHC ou SDXC, embora alguns dispositivos possam fazê-lo por meio de uma atualização de firmware. Sistemas operacionais Windows mais antigos lançados antes do Windows 7 exigem patches ou service packs para dar suporte ao acesso a cartões SDHC.

### SDXC

Logo Secure Digital eXtended Capacity; a especificação define cartões com capacidade de mais de 32 GB até 2 TB

O formato Secure Digital eXtended Capacity (SDXC), anunciado em janeiro de 2009 e definido na versão 3.01 da especificação SD, suporta cartões de até 2 TB, comparado a um limite de 32 GB para cartões SDHC na especificação 2.0 do SD. O SDXC adota o sistema de arquivos exFAT da Microsoft como um recurso obrigatório.
A versão 3.01 também introduziu o barramento Ultra High Speed (UHS) para cartões SDHC e SDXC, com velocidades de interface de 50 MB/s a 104 MB/s para barramento UHS-I de quatro bits. (este número já foi excedido com a tecnologia proprietária da SanDisk para 170 MB/s de leitura, que não é mais proprietária, pois a Lexar tem o 1066x rodando a 160 MB/s de leitura e 120 MB/s de gravação via UHS 1, e a Kingston também tem seu Canvas Go! Plus, também rodando a 170 MB/s).
A versão 4.0, lançada em junho de 2011, permite velocidades de 156 MB/s a 312 MB/s no barramento UHS-II de quatro vias (duas vias diferenciais), o que requer uma linha adicional de pinos físicos.
A versão 5.0 foi anunciada em fevereiro de 2016 na CP+ 2016 e adicionou classificação de "Classe de velocidade de vídeo" para cartões UHS para lidar com formatos de vídeo de alta resolução como 8K. As novas classificações definem uma velocidade mínima de gravação de 90 MB/s.

### SDUC

Logótipo Secure Digital Ultra Capacity (SDUC); a especificação define cartões com capacidade de mais de 2 TB até 128 TB

O formato Secure Digital Ultra Capacity (SDUC), descrito na especificação SD 7.0 e anunciado em junho de 2018, suporta cartões de até 128 TB e oferece velocidades de até 985 MB/s, independentemente do formato, micro ou tamanho completo ou tipo de interface incluindo UHS-I, UHS-II, UHS-III, ou SD Express.

#### exFAT filesystem
Os cartões SDXC e SDUC são normalmente formatados usando o sistema de arquivos exFAT, limitando assim seu uso a um conjunto limitado de sistemas operacionais. Portanto, os cartões SDXC formatados em exFAT não são um meio de troca 100% universalmente legível. No entanto, os cartões SD podem ser reformatados para qualquer sistema de arquivos necessário.
Windows Vista (SP1) e posterior e OS X (10.6.5 e posterior) têm suporte nativo para exFAT. (Windows XP e Server 2003 podem suportar exFAT através de uma atualização opcional da Microsoft.) A maioria das distribuições BSD e Linux não suportavam, por motivos legais; embora no kernel Linux 5.4 a Microsoft tenha aberto a especificação e permitido a inclusão de um driver exfat. Usuários de kernels mais antigos ou BSD podem instalar manualmente implementações de terceiros do exFAT (como um módulo FUSE) para poder montar volumes em formato exFAT. No entanto, os cartões SDXC podem ser reformatados para usar qualquer sistema de arquivos (com ext4, UFS, ou VFAT), aliviando as restrições associadas à disponibilidade do exFAT.
Exceto pela alteração do sistema de arquivos, os cartões SDXC são, em sua maioria, compatíveis com leitores SDHC, e muitos dispositivos host SDHC podem usar cartões SDXC se forem reformatados primeiro para o sistema de arquivos FAT32.
No entanto, para ser totalmente compatível com a especificação do cartão SDXC, alguns dispositivos host compatíveis com SDXC são programados por firmware para esperar exFAT em cartões maiores que 32 GB.[carece de fontes?] Consequentemente, eles podem não aceitar cartões SDXC reformatados como FAT32, mesmo que o dispositivo suporte FAT32 em cartões menores (para compatibilidade com SDHC). Portanto, mesmo que um sistema de arquivos seja suportado em geral, nem sempre é possível usar sistemas de arquivos alternativos em cartões SDXC, dependendo de quão estritamente a especificação do cartão SDXC foi implementada no dispositivos host. Isso acarreta o risco de perda acidental de dados, pois um dispositivo host pode tratar um cartão com um sistema de arquivos não reconhecido como vazio ou danificado e reformatar o cartão.
A SD Association fornece um utilitário de formatação para Windows e Mac OS X que verifica e formata cartões SD, SDHC, SDXC e SDUC.

### Comparação
|            |           | SD          | SDHC  | SDXC   | SDUC   |
| ---------- | --------- | ----------- | ----- | ------ | ------ |
| Logo       |           |             |       |        |        |
| Capacidate | Min.      |             | >2 GB | >32 GB | >2 TB  |
| Capacidate | Max.      | 2 GB        | 32 GB | 2 TB   | 128 TB |
| FS típico  | FS típico | FAT12/FAT16 | FAT32 | exFAT  | exFAT  |

## Velocidade
A velocidade do cartão SD é normalmente avaliada por sua velocidade de leitura ou gravação sequencial. O aspecto de desempenho sequencial é o mais relevante para armazenar e recuperar arquivos grandes (relativos aos tamanhos de blocos internos da memória flash), como imagens e multimídia. Dados pequenos (como nomes de arquivos, tamanhos e carimbos de data/hora) ficam abaixo do limite de velocidade muito mais baixo do acesso aleatório, o que pode ser o fator limitante em alguns casos de uso.
Com os primeiros cartões SD, alguns fabricantes de cartões especificavam a velocidade como uma classificação de "vezes" ("x"), que comparava a velocidade média de leitura de dados com a unidade de CD-ROM original. Isso foi substituído pelo Speed Class Rating, que garante uma taxa mínima na qual os dados podem ser gravados no cartão.
As famílias mais recentes de cartões SD melhoram a velocidade do cartão aumentando a taxa de barramento (a frequência do sinal de clock envia informações para dentro e para fora do cartão). Qualquer que seja a taxa de barramento, o cartão pode sinalizar ao host que está "ocupado" até que uma operação de leitura ou gravação seja concluída. A conformidade com uma classificação de velocidade mais alta é uma garantia de que o cartão limita o uso da indicação "ocupado".

### Barramento

#### Default Speed
Os cartões SD leem e escrevem a velocidades de 12,5 MB/s

#### High Speed
O modo alta velocidade (25 MB/s) foi introduzido para suportar câmeras digitais com a versão de especificação 1.10.

#### Ultra High Speed (UHS)
O barramento Ultra High Speed (UHS) está disponível em alguns cartões SDHC e SDXC. As seguintes velocidades ultra-altas são especificadas:

##### UHS-I
Especificado na versão SD 3.01. Suporta uma frequência de clock de 100 MHz (quadruplicando a "velocidade padrão"), que no modo de transferência de quatro bits poderia transferir 50 MB/s (SDR50). Os cartões UHS-I declarados como UHS104 (SDR104) também suportam uma frequência de clock de 208 MHz, que pode transferir 104 MB/s. A operação de taxa de dados dupla a 50 MHz (DDR50) também é especificada na Versão 3.01 e é obrigatória para cartões microSDHC e microSDXC rotulados como UHS-I. Neste modo, quatro bits são transferidos quando o sinal de clock sobe e outros quatro bits quando desce, transferindo um byte inteiro em cada ciclo de clock completo, portanto, uma operação de 50 MB/s pode ser transferida usando um clock de 50 MHz.
Existe uma extensão UHS-I proprietária principalmente da SanDrisk que aumenta a velocidade de transferência para 170 MB/s, chamada DDR208 (ou DDR200). Ao contrário do UHS-II, ele não usa pinos adicionais. Ele consegue isso usando a frequência de 208 MHz do modo SDR104 padrão, mas usando transferências DDR. Esta extensão tem sido usada desde então pela Lexar para sua série 1066x (160 MB/s), Kingston Canvas Go Plus (170 MB/s) e o cartão SD MyMemory PRO (180 MB/s).

##### UHS-II

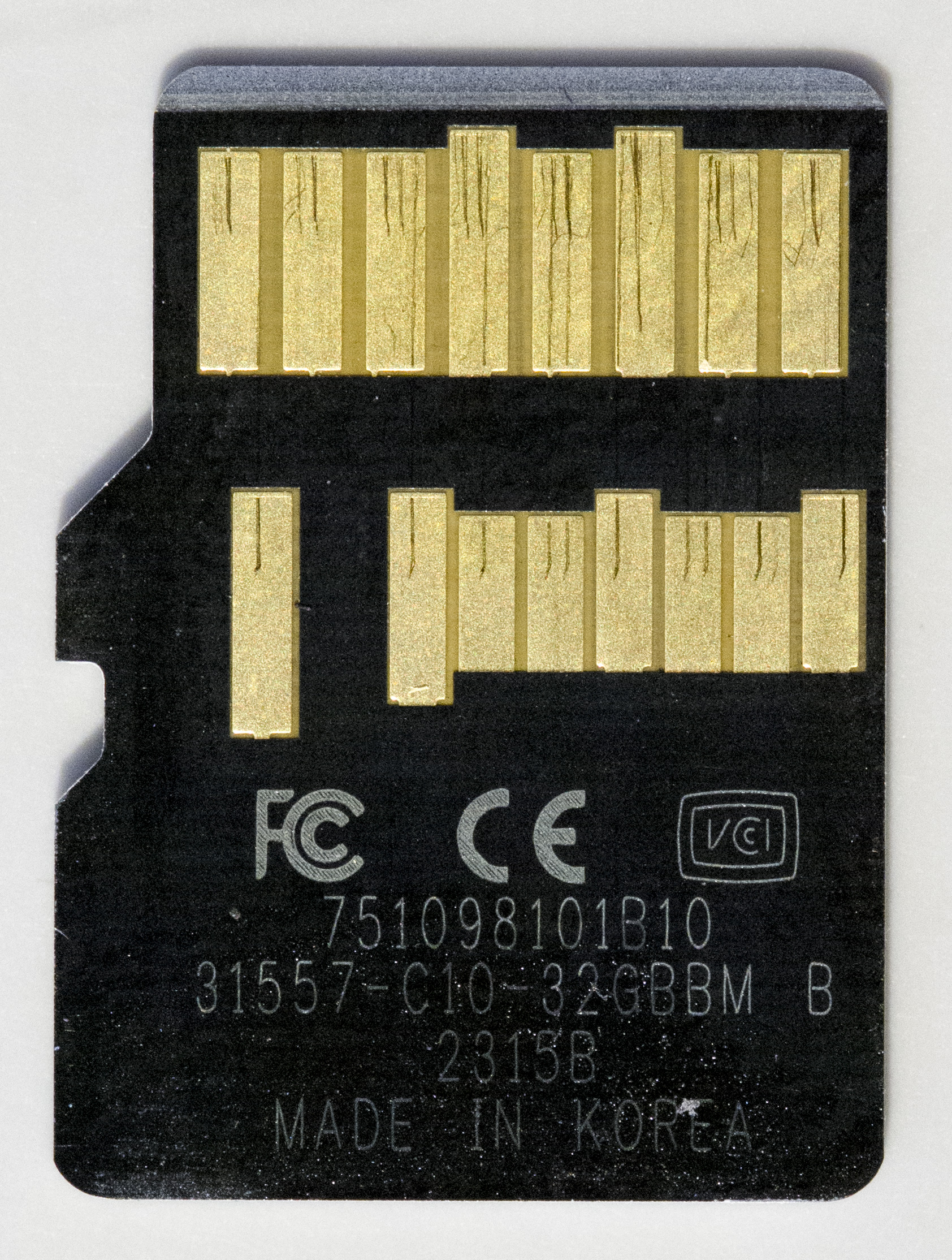
Verso de um cartão microSDHC Lexar UHS-II, mostrando a linha adicional de conexões UHS-II

Especificado na versão 4.0, aumenta ainda mais a taxa de transferência de dados para um máximo teórico de 156 MB/s (full-duplex) ou 312 MB/s (half-duplex) usando uma linha adicional de pinos (um total de 17 pinos para cartões de tamanho normalm e 16 pinos para cartões de tamanho micro). Enquanto as primeiras implementações em câmeras compactas do sistema foram vistas três anos após a especificação (2014), levou muitos anos até que o UHS-II fosse implementado regularmente. No início de 2021, havia mais de 50 câmeras DSLR e compactas de sistema usando UHS-II.

##### UHS-III
A versão 6.0, lançada em fevereiro de 2017, adicionou duas novas taxas de dados ao padrão. O FD312 fornece 312 MB/s enquanto o FD624 duplica isso. Ambos são full-duplex. A interface física e o layout de pinos são os mesmos do UHS-II, mantendo a compatibilidade com versões anteriores.
Os cartões compatíveis com UHS mostram os algarismos romanos 'I', 'II', ou 'III' ao lado do logotipo do cartão SD, e informam esse recurso ao dispositivo host. O uso de UHS-I requer que o dispositivo host comande o cartão para cair da operação de 3,3 volts para 1,8 volts nos pinos da interface de E/S e selecione o modo de transferência de quatro bits, enquanto o UHS-II requer operação de 0,4 volts.
As taxas de velocidade mais altas são alcançadas usando uma interface diferencia de baixa tensão (0,4 V pp) de duas pistas. Cada pista é capaz de transferir até 156 MB/s. No modo full-duplex, uma pista é usada para transmissão enquanto a outra é usada para recebimento. No modo half-duplex, ambas as pistas são usadas para a mesma direção de transferência de dados, permitindo uma taxa de dados dupla na mesma velocidade de clock. Além de permitir taxas de dados mais altas, a interface UHS-II permite menor consumo de energia da interface, menor tensão de E/S e menor interferência eletromagnética (EMI).

#### SD Express

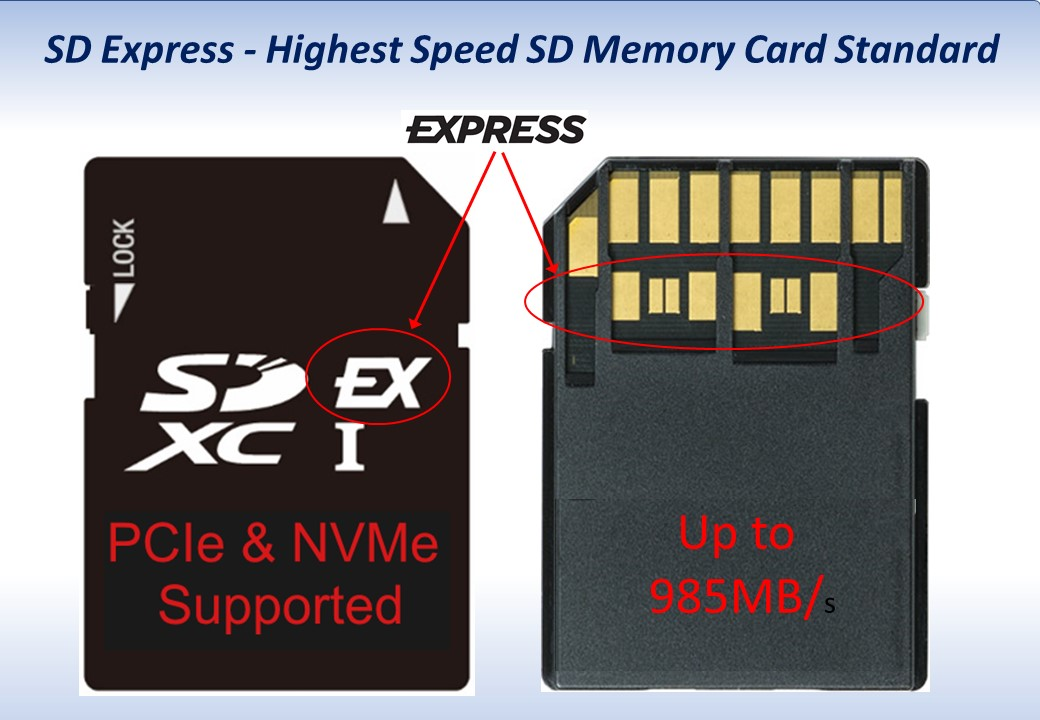
Frente e verso de um cartão SD Express

O barramento SD Express foi lançado em junho de 2018 com a especificação SD 7.0. Ele usa uma única pista PCIe para fornecer velocidade de transferência full-duplex de 985 MB/s. As placas de suporta também devem implementar o protocolo de acesso ao armazenamento NVM Express. O barramento Express pode ser implementado por cartões SDHC, SDXC e SDUC. Para uso de aplicativos legados, os cartões SD Express também devem suportar barramento de alta velocidade e barramento UHS-I. O barramento Express reutiliza o layout de pinos das placas UHS-II e reserva espaço para dois pinos adicionais que podem ser introduzidos no futuro.
Os hosts que implementam a versão 7.0 da especificação permitem que os cartões SD façam acesso direto à memória, o que aumenta drasticamente a superfície de ataque do host diante de cartões SD maliciosos.
A versão 8.0 foi anunciada em 19 de maio de 2020, com suporte para duas pistas PCIe com linha adicional de contatos e taxas de transferência PCIe 4.0, para uma largura de banda máxima de 3938 MB/s.

##### microSD Express
Em fevereiro de 2019, a SD Association anunciou o microSD Express. Os cartões microSD Express oferecem interfaces PCI Express e NVMe, como fez a versão SD Express de junho de 2018, juntamente com a interface microSD legada para compatibilidade com versões anteriores. A SDA também lançou marcas visuais para denotar cartões de memória microSD Express para facilitar a correspondência entre o cartão e o dispositivo para obter o desempenho ideal do dispositivo.

#### Comparação de velocidade do barramento
| Interface do barramento | Logo do barraento | Velocidade do barramento | Linhas PCI Express | Duplex     | Tipos de cartão | Tipos de cartão | Tipos de cartão | Tipos de cartão | Versão de especificação |
| Interface do barramento | Logo do barraento | Velocidade do barramento | Linhas PCI Express | Duplex     | SD              | SDHC            | SDXC            | SDUC            | Versão de especificação |
| ----------------------- | ----------------- | ------------------------ | ------------------ | ---------- | --------------- | --------------- | --------------- | --------------- | ----------------------- |
| Velocidade padrão       | —                 | 00,012.5 MB/s            | —                  |            | Sim             | Sim             | Sim             | Sim             | 1.01                    |
| Alta velocidade         | —                 | 0025 MB/s                | —                  | 1.10       | Sim             | Sim             | Sim             | Sim             |                         |
| UHS-I                   |                   | 0050 MB/s                | —                  | Half, Full | Não             | Sim             | Sim             | Sim             | 3.01                    |
| UHS-I                   | 0104 MB/s         | Half                     | —                  |            | Não             | Sim             | Sim             | Sim             | 3.01                    |
| UHS-I                   | —                 | Half                     | —                  | 0180 MB/s  | Não             | Sim             | Sim             | Sim             | —                       |
| UHS-II                  |                   | 0156 MB/s                | —                  | Full       | Não             | Sim             | Sim             | Sim             | 4.00                    |
| UHS-II                  | 0312 MB/s         | Half                     | —                  |            | Não             | Sim             | Sim             | Sim             | 4.00                    |
| UHS-III                 |                   | 0312 MB/s                | —                  | Full       | Não             | Sim             | Sim             | Sim             | 6.00                    |
| UHS-III                 | 0624 MB/s         |                          | —                  | Full       | Não             | Sim             | Sim             | Sim             | 6.00                    |
| SD Express              |                   | 0985 MB/s                | 3.1 ×1             | Full       | Não             | Sim             | Sim             | Sim             | 7.00                    |
| SD Express              | 1969 MB/s         | 3.1 ×2                   | 8.00               | Full       | Não             | Sim             | Sim             | Sim             |                         |
| SD Express              | 1969 MB/s         | 4.0 ×1                   | 8.00               | Full       | Não             | Sim             | Sim             | Sim             |                         |
| SD Express              | 3938 MB/s         | 4.0 ×2                   | 8.00               | Full       | Não             | Sim             | Sim             | Sim             |                         |

1. ↑  Esta velocidade é alcançável usando o controlador DDR208.

#### Compatibilidade
| Cartão / Host | Cartão / Host | UHS-I | UHS-I  | UHS-II | UHS-II | UHS-III | Express |
| Cartão / Host | Cartão / Host | UHS50 | UHS104 | Full   | Half   | UHS-III | Express |
| ------------- | ------------- | ----- | ------ | ------ | ------ | ------- | ------- |
| UHS-I         | UHS50         | 050   | 050    | 050    | 050    | 050     | 050     |
| UHS-I         | UHS104        | 050   | 104    | 104    | 104    | 104     | 104     |
| UHS-II        | Full          | 050   | 104    | 156    | 156    | 156     | 104     |
| UHS-II        | Half          | 050   | 104    | 156    | 312    | 312     | 104     |
| UHS-III       | UHS-III       | 050   | 104    | 156    | 312    | 624     | 104     |
| Express       | Express       | 050   | 104    | 104    | 104    | 104     | 985     |

NOTA: Se o leitor de cartão usar o controlador DDR208 nos pinos UHS 1, o leitor de cartão funcionará a 180 MB/s nos cartões UHS 1 aplicáveis

### Classe

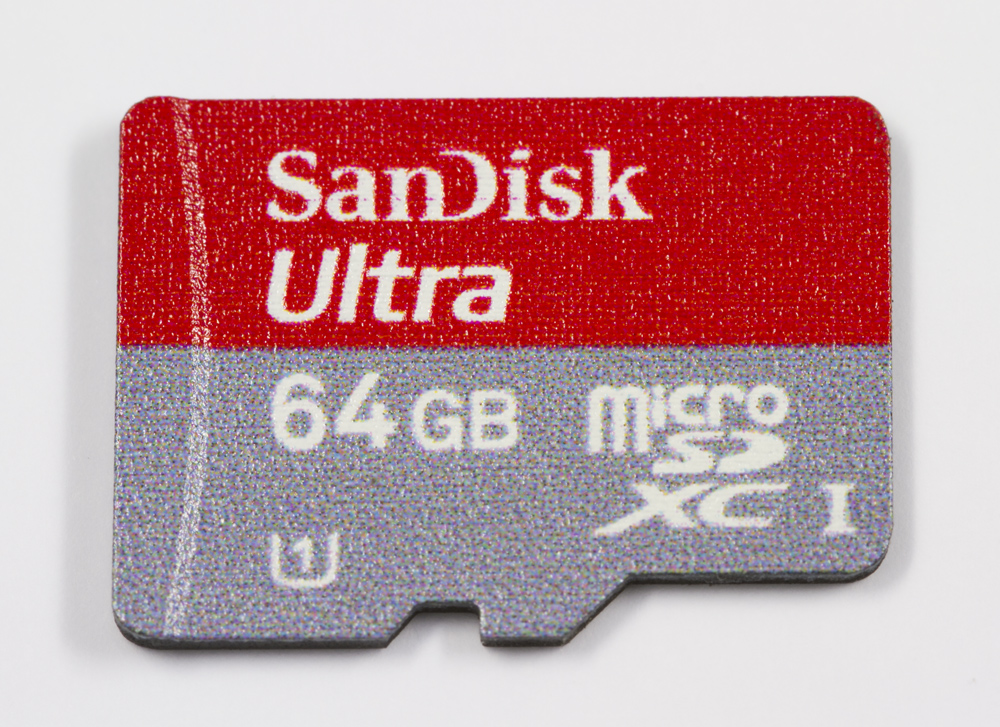
Cartão SanDisk Ultra microSDXC de 64 GB (com marcações UHS-I e UHS Speed Class 1)

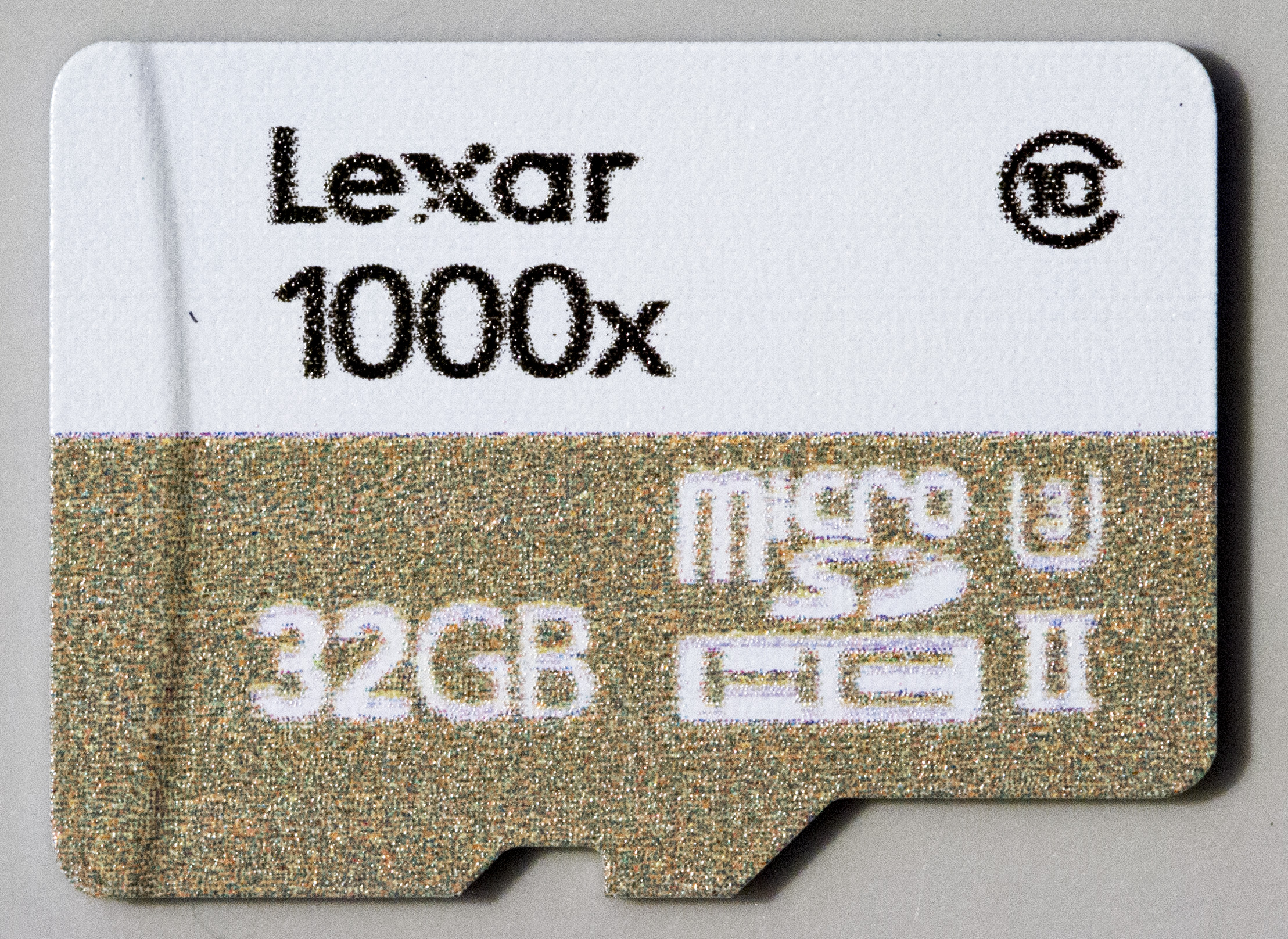
Cartão microSDHC Lexar 1000x de 32 GB (com marcações UHS-II e UHS Speed Class 3)

A parte frontal e traseira do cartão de memória SDXC UHS-II SF-M Tough Series de 64 GB da Sony.

A SD Association define classes de velocidade padrão para cartões SDHC/SDXC indicando desempenho mínimo (velocidade mínima de gravação de dados seriais). As velocidades de leitura e gravação devem exceder o valor especificado. A especificação define essas classes em termos de curvas de desempenho que se traduzem nos seguintes níveis mínimos de desempenho de leitura e gravação em um cartão vazio e adequação para diferentes aplicações:
A SD Association define três tipos de classes de velocidade: a classe de velocidade original, a classe de velocidade UHS e a classe de velocidade de vídeo.

#### (Original) Speed Class
Speed Class de velocidade 2, 4 e 6 afirmam que o cartão suporta o respectivo número de megabytes por segundo como uma velocidade de gravação mínima sustentada para um cartão em um estado fragmentado.
A classe 10 afirma que a placa suporta 10 MB/s como velocidade mínima de gravação sequencial não fragmentada e usa um modo de barramento de alta velocidade. O dispositivo host pode ler a classe de velocidade de um cartão e avisar o usuário se o cartão relatar uma classe de velocidade abaixo da necessidade mínima de um aplicativo. Em comparação, a classificação "x' mais antiga media a velocidade máxima em condições ideais e era vaga quanto à velocidade de leitura ou de gravação.
O símbolo gráfico para a classe de velocidade tem um número circundado por 'C' (C2, C4, C6 e C10).

#### UHS Speed Class
Os cartões UHS-I e UHS-II podem usar a classificação UHS Speed Class com duas classificações possíveis: classe 1 para desempenho mínimo de gravação de pelo menos 10 MB/s (símbolo 'U1' apresentando o número 1 dentro de 'U') e classe 3 para mínimo de desempenho de gravação de 30 MB/s (símbolo 'U3' apresentando 3 dentro de 'U'), destinado à gravação de vídeo 4K. Antes de novembro de 2013, a classificação tinha a marca UHS Speed Grade e continhas notas 0 (sem símbolo) e 1 (símbolo 'U1'). Os fabricantes também podem exibir símbolos de classe de velocidade padrão (C2, C4, C6 e C10) ao lado ou no lugar da classe de velocidade UHS.
Os cartões de memória UHS funcionam melhor com dispositivos host UHS. A combinação permite ao usuário gravar vídeos em resolução HD com filmadoras sem fita enquanto executa outras funções. Também é adequado par transmissões em tempo real e captura de grandes vídeos HD.

#### Video Speed Class
Video Speed Class define um conjunto de requisitos para cartões UHS para corresponder à moderna memória flash MLC NAND e suporta vídeo progressivo 4K e 8K com velocidades mínimas de gravação sequencial de 6 a 90 MB/s. Os símbolos gráficos usam um 'V' estilizado seguido por um número que designa a velocidade de gravação (ou seja, V6, V10, V30, V60 e V90).

#### Comparação
| Velocidade mínima de escrita sequencial |                            | Classe de velocidade | Classe de velocidade     | Classe de velocidade          | Formato de vídeo | Formato de vídeo | Formato de vídeo | Formato de vídeo |
| Velocidade mínima de escrita sequencial | Máx. sugerido taxa de bits | Classe de velocidade | Classe de velocidade UHS | Classe de velocidade de vídeo | SD               | HD / Full HD     | 4K               | 8K               |
| --------------------------------------- | -------------------------- | -------------------- | ------------------------ | ----------------------------- | ---------------- | ---------------- | ---------------- | ---------------- |
| 02 MB/s                                 | 015 Mbit/s                 | Class 2 (C2)         | N/a                      | N/a                           | Sim              | Não              | Não              | Não              |
| 04 MB/s                                 | 030 Mbit/s                 | Class 4 (C4)         | N/a                      | N/a                           | Sim              | Sim              | Não              | Não              |
| 06 MB/s                                 | 045 Mbit/s                 | Class 6 (C6)         | N/a                      | Class 6 (V6)                  | Sim              | Sim              | Sim              | Não              |
| 10 MB/s                                 | 075 Mbit/s                 | Class 10 (C10)       | Class 1 (U1)             | Class 10 (V10)                | Sim              | Sim              | Sim              | Não              |
| 30 MB/s                                 | 220 Mbit/s                 | Class 10 (C10)       | Class 3 (U3)             | Class 30 (V30)                | Sim              | Sim              | Sim              | Sim              |
| 60 MB/s                                 | 460 Mbit/s                 | Class 10 (C10)       | Class 3 (U3)             | Class 60 (V60)                | Sim              | Sim              | Sim              | Sim              |
| 90 MB/s                                 | 700 Mbit/s                 | Class 10 (C10)       | Class 3 (U3)             | Class 90 (V90)                | Sim              | Sim              | Sim              | Sim              |

1. ↑  Os requisitos de classe de velocidade de gravação e reprodução necessários podem variar de acordo com o dispositivo.

#### Application Performance Class
Application Performance Class é um padrão recém-definido da SD Specification 5.1 e 6.0 que não apenas define as velocidades de gravação sequenciais, mas também exige um IOPS mínimo para leitura e gravação. A classe A1 requer um mínimo de 1.500 leituras e 500 operações de gravação por segundo, enquanto a classe A2 requer 4.000 e 2.000 IOPS. Os cartões de classe A2 requerem suporte de driver de host, pois usam o enfileiramento de comandos e o cache de gravação para atingir suas velocidades mais altas. Se usado em um host não suportado, eles podem até ser mais lentos do que outros cartões A1, e se a energia for perdida antes que os dados em cache sejam realmente gravados da RAM interna no cartão para a RAM flash interna do cartão, esses dados provavelmente serão perdidos.
| Nome                                 | IOPS aleatório mínimo | IOPS aleatório mínimo | Escrita sequencial mínima sustentada |
| Nome                                 | Ler                   | Escrever              | Escrita sequencial mínima sustentada |
| ------------------------------------ | --------------------- | --------------------- | ------------------------------------ |
| Application Performance Class 1 (A1) | 1500 IOPS             | 0500 IOPS             | 10 MB/s                              |
| Application Performance Class 2 (A2) | 4000 IOPS             | 2000 IOPS             | 10 MB/s                              |

#### "×" rating
| Avaliação | Aprox. (MB/s) | Classe de velocidade comparável |
| --------- | ------------- | ------------------------------- |
| 16×       | 2.34          | (13×)                           |
| 32×       | 4.69          | (27×)                           |
| 48×       | 7.03          | (40×)                           |
| 100×      | 14.6          | (67×)                           |

A classificação "x", que era usada por alguns fabricantes de placas e tornada obsoleta por classes de velocidade, é um múltiplo da velocidade padrão da unidade de CD-ROM de 150 KB/s (aproximadamente 1,23 Mbit/s). Os cartões básicos transferem dados em até seis vezes (6x) a velocidade do CD-ROM; ou seja, 900 kbit/s ou 7,37 Mbit/s. A especificação 2.0 define velocidades de até 200x, mas não é tão específica quanto as Classes de Velocidade sobre como medir a velocidade. Os fabricantes podem relatar velocidades de melhor caso e podem relatar a velocidade de leitura mais rápida do cartão, que normalmente é mais rápida que a velocidade de gravação. Alguns fornecedores, incluindo Transcend e Kingston, relatam a velocidade de gravação de seus cartões. Quando um cartão lista uma classe de velocidade e uma classificação "x", esta última pode ser considerada apenas como velocidade de leitura.

### Desempenho do mundo real
Em aplicativos que exigem taxa de transferência de gravação sustentada, como gravação de vídeo, o dispositivo pode não funcionar satisfatoriamente se a classificação da classe do cartão SD cair abaixo de uma determinada velocidade. Por exemplo, uma filmadora de alta definição pode exigir um cartão não inferior a Classe 6, sofrendo desistências ou vídeo corrompido se um cartão mais lento for usado. As câmeras digitais com cartões lentos podem levar um tempo considerável depois de tirar uma fotografia antes de estarem prontas para a próxima, enquanto a câmera grava a primeira foto.
A classificação da classe de velocidade não caracteriza totalmente o desempenho do cartão. Diferentes cartas da mesma classe podem variar consideravelmente enquanto atendem às especificações da classe. A velocidade de um cartão depende de muitos fatores, incluindo:
- A frequência de erros leves que o controlador do cartão deve tentar novamente
- Amplificação de gravação: O controlador flash pode precisar substituir mais dados do que o solicitado. Isso tem a ver com a execução de operações de leitura-modificação-gravação em blocos de gravação, liberando (muito maiores) blocos de apagamento, enquanto move os dados para obter o nivelamento de desgaste.
- Fragmentação de arquivo: onde não há espaço suficiente para um arquivo ser gravado em uma região contígua, ele é dividido em fragmentos não contíguos. Isso não causa atrasos de rotação ou movimentação da cabeça como nos discos rígidos eletromecânicos, mas pode diminuir a velocidade - por exemplo, exigindo leituras e cálculos adicionais para determinar onde no cartão o próximo fragmento do arquivo está armazenado.

Além disso, a velocidade pode variar acentuadamente entre gravar uma grande quantidade de dados em um único arquivo (acesso sequencial, com quando uma câmera digital grava grandes fotografias ou vídeos) e gravar um grande número de arquivos pequenos (um uso de acesso aleatório comum em smartphones). Um estudo de 2012 descobriu que, neste uso de acesso aleatório, alguns cartões Classe 2 atingiram uma velocidade de gravação de 1,38 MB/s, enquanto todos os cartões testados de Classe 6 ou inferior (e alguns de Classes inferiores; Classe inferior não significa necessariamente melhor desempenho de arquivos pequenos), incluindo os de grandes fabricantes, foram mais de 100 vezes mais lentos. Em 2014, um blogueiro mediu uma diferença de desempenho de 300 vezes em pequenas escritas; desta vez, o melhor cartão nesta categoria foi um cartão de classe 4.

## Recursos

### Segurança do cartão
Os cartões podem proteger seu conteúdo contra exclusão ou modificação, impedir o acesso de usuários não autorizados e proteger conteúdo protegido por direitos autorais usando o gerenciamento de dados digitais.

#### Comandos para desabilitar gravações
O dispositivo host pode comandar o cartão SD para se tornar somente leitura (para rejeitar comandos subsequentes para gravar informações nele). Existem comandos de host reversíveis e irreversíveis que fazem isso.

#### Entalhe de proteção contra gravação

Cartões SD desbloqueados e bloqueados

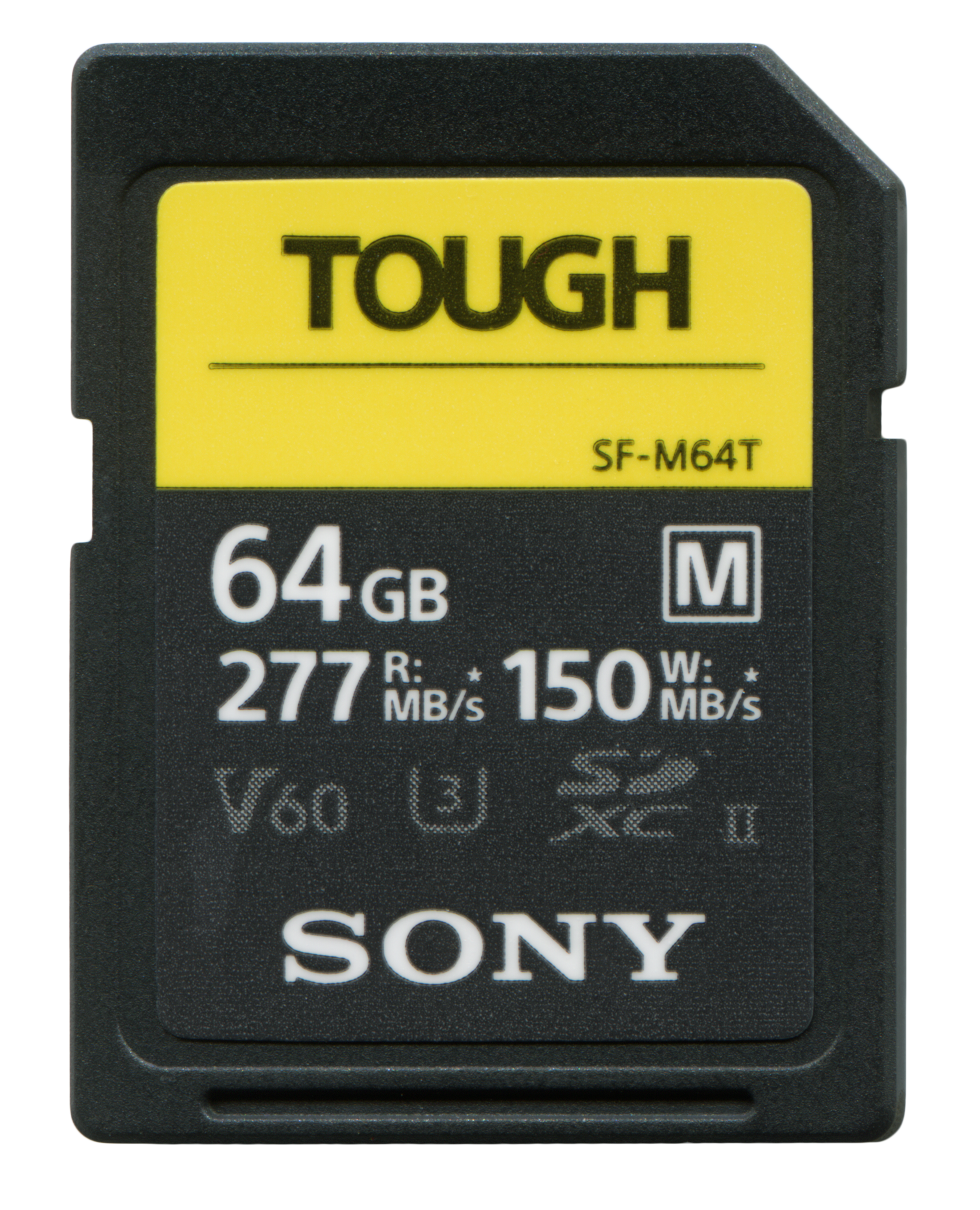
O cartão de memória SDXC UHS-II SF-M Tough Series de 64 GB da Sony é um dos poucos cartões no mercado sem uma aba deslizante no entalhe de proteção contra gravação.

A maioria dos cartões SD de tamanho normal tem um "interruptor de proteção contra gravação mecânica" que permite ao usuário avisar ao computador host que o usuário deseja que o dispositivo seja tratado como somente leitura. Isso não protege os dados no cartão se o host estiver comprometido: "É responsabilidade do host proteger o cartão. A disposição da chave de proteção contra gravação é desconhecida para o circuito interno do cartão." Alguns dispositivos host não suportam proteção contra gravação, que é um recurso opcional da especificação SD, e drivers e dispositivos que obedecem a uma indicação somente leitura podem dar ao usuário uma maneira de substituí-la.
O interruptor é uma aba deslizante que cobre um entalhe do cartão. Os formatos miniSD e microSD não suportam diretamente um entalhe de proteção contra gravação, mas podem ser inseridos em adaptadores de tamanho normal que suportam.
Ao olhar para o cartão SD de cima, o lado direito (o lado com o canto chanfrado) deve ser um entalhado.
No lado esquerdo, pode haver um entalhe de proteção contra gravação. Se o entalhe for omitido, o cartão pode ser lido e escrito. Se o cartão estiver entalhado, ele é somente leitura, o usuário pode deslizar a aba para cima (em direção aos contatos) para declarar o cartão como leitura/gravação ou para baixo para declará-lo somente leitura. O diagrama à direita mostra uma aba de proteção contra deslizante laranja nas posições destravada e travada.
Os cartões vendidos com conteúdo que não deve ser alterado são marcados permanentemente como somente leitura por terem um entalhe e nenhuma aba deslizante.

#### Senha do cartão

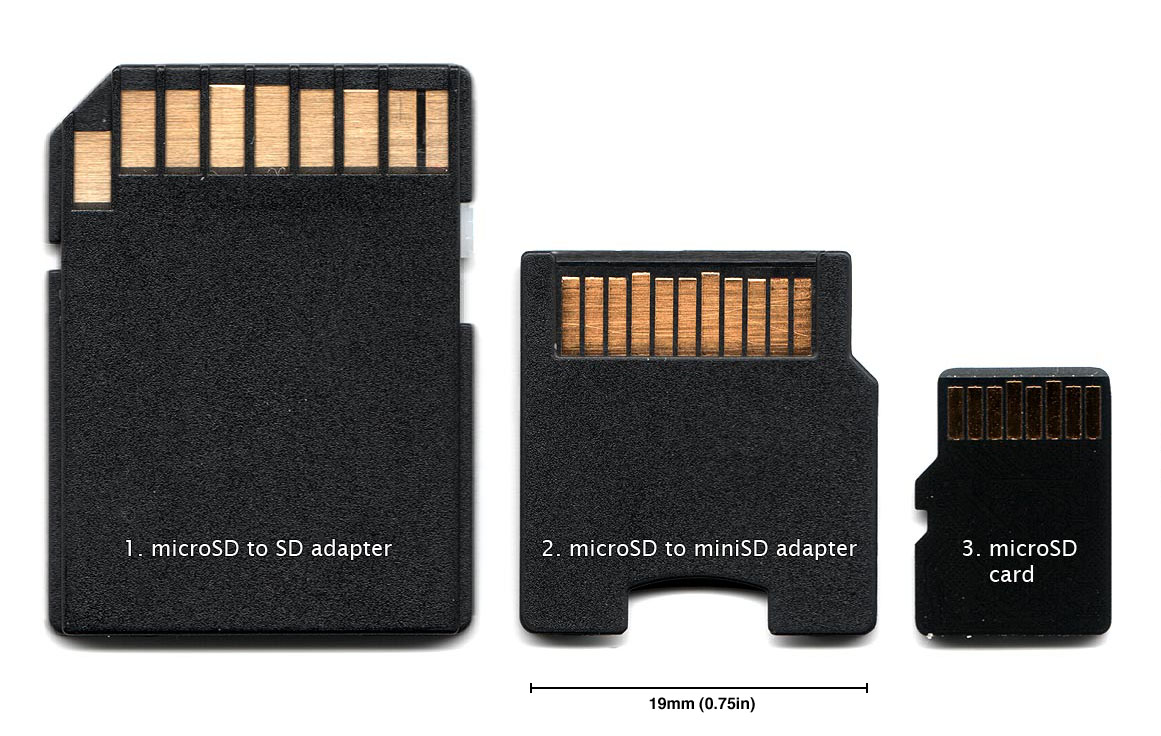
Adaptador microSD para SD (esquerda), adaptador microSD para miniSD (meio), cartão microSD (direita)

Um dispositivo host pode bloquear um cartão SD usando uma senha de até 16 bytes, normalmente fornecida pelo usuário. Um cartão bloqueado interage normalmente com o dispositivo host, exceto que rejeita comandos para ler e gravar dados. Um cartão bloqueado só pode ser desbloqueado fornecendo a mesma senha. O dispositivo host pode, após fornecer a senha antiga, especificar uma nova senha ou desabilitar o bloqueio. Sem a senha (normalmente, no caso de o usuário esquecer a senha), o dispositivo host pode comandar o cartão para apagar todos os dados no cartão para reutilização futura (exceto dados do cartão sob DRM), mas não há como para obter acesso aos dados existentes.
Os dispositivos Windows Phone 7 usam cartões SD projetados para acesso somente pelo fabricante do telefone ou provedor de celular. Um cartão SD inserido no telefone por baixo do compartimento da bateria fica bloqueado "no telefone com uma chave gerada automaticamente" para que "o cartão SD não possa ser lido por outro telefone, dispositivo ou PC". Os dispositivos Symbian, no entanto, são alguns dos poucos que podem executar as operações de formatação de baixo nível necessárias em cartões SD bloqueados. Portanto, é possível usar um dispositivo como Nokia N8 para reformatar o cartão para uso posterior em outros dispositivos.

### Cartões smartSD
Um cartão de memória smartSD é um cartão microSD com um "elemento seguro" interno que permite a transferência de comandos ISO 7816 Application protocol data unit para, por exemplo, applets Java Card executados no elemento seguro interno através do barramento SD.
Algumas das primeiras versões de cartões de memória microSD com elementos seguros foram desenvolvidos em 2009 pela DeviceFidelity, Inc., pioneira em comunicação de campo próximo (NFC) e pagamentos móveis, com a introdução dos produtos In2Pay e CredenSE, posteriormente comercializado e certificado para transações móveis sem contato pela Visa em 2010. DeviceFidelity também adaptou o microSD In2Pay para funcionar com o iPhone da Apple usado o iCaisse, e foi pioneira nas primeiras transações NFC e pagamentos móveis em um dispositivo Apple em 2010.
Várias implementações de cartões smartSD foram feitas para aplicativos de pagamento e autenticação segura. Em 2012, a Good Technology fez parceria com a DeviceFidelity para usar cartões microSD com elementos seguros para identidade móvel e controle de acesso.
Cartões microSD com suporta a elementos seguros e NFC (comunicação de campo próximo) são usados para pagamentos móveis e têm sido usados em carteiras móveis diretas ao consumidor e soluções de banco móvel, algumas das quais foram lançadas por grandes bancos em todo o mundo, incluindo Bank of America, U.S. Bancorp e Wells Fargo, enquanto outros faziam parte de novos programas inovadores de neobanco direto ao consumidor, como o moneto, lançado pela primeira vez em 2012.
Cartões microSD com Secure Elements também foram usados para criptografia de voz segura em dispositivos móveis, o que permite um dos mais altos níveis de segurança em comunicações de voz de pessoa para pessoa. Tais soluções são muito utilizadas em inteligência e segurança.
Em 2011, a HID Global fez uma parceria com a Arizona State University para lançar soluções de acesso ao campus para estudantes usando microSD com Secure Element e tecnologia MiFare fornecida pela DeviceFidelity, Inc. Esta foi a primeira vez que telefones celulares puderam ser usados para abrir portas sem necessidade de chaves eletrônicas de acesso.

### Melhorias do fornecedor

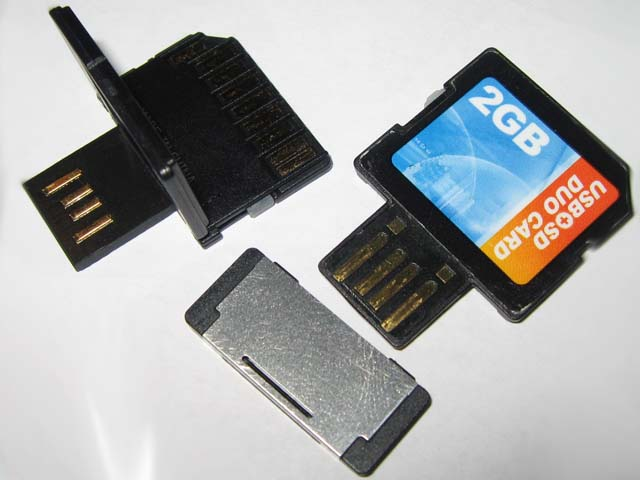
Cartões SD com interfaces duplas: SD e USB

Os fornecedores têm procurado diferenciar seus produtos no mercado por meio de vários recursos específicos do fornecedor:
- Wi-Fi integrado - Várias empresas produzem cartões SD com transceptores Wi-Fi integrados que suportam segurança estática (WEP 40; 104; e 128, WPA-PSK e WPA2-PSK). O cartão permite que qualquer câmera digital com slot SD transmita as imagens capturadas por uma rede sem fio ou armazene as imagens na memória do cartão até que esteja dentro do alcance de uma rede sem fio. Os exemplos incluem: Eye-Fi / SanDisk, Transcend Wi-Fi, Toshiba FlashAir, Trek Flucard, PQI Air Card e LZeal ez Share.[129] Alguns modelos georreferenciam suas fotos.
- Conteúdo pré-carregado - Em 2006, a SanDisk anunciou o Gruvi, um cartão microSD com recursos extras de gerenciamento de direitos autorais, que eles pretendiam ser um meio para publicação de conteúdo. A SanDisk anunciou novamente cartões pré-carregados em 2008, sobe o nome slotMusic, desta vez sem usar nenhum dos recursos de DRM do cartão SD.[130] Em 2011, a SanDisk ofereceu várias coleções de 1.000 músicas em um único cartão slotMusic por certa de US$ 40,[131] agora restrito a dispositivos compatíveis e sem a capacidade de copiar os arquivos.
- Conector USB integrado - O produto SanDisk SD Plus pode ser conectado diretamente a uma porta USB sem a necessidade de um leitor de cartão USB.[132] Outras empresas lançaram produtos comparáveis, como o produto Duo SD da OCZ Technology e o protudo 3 Way (microSDHC, SDHC e USB) da A-DATA, que estava disponível apenas em 2008.
- Cores diferentes - A SanDisk utilizou várias cores de plástico ou etiqueta adesiva, incluindo uma linha "gaming" em cores plásticas translúcidas que indicavam a capacidade do cartão.
- Display integrado - Em 2006, a A-DATA anunciou um cartão Super Info SD com display que fornecia uma etiqueta de dois caracteres e mostrava a quantidade de memória não utilizada no cartão.[133]

### Cartões SDIO

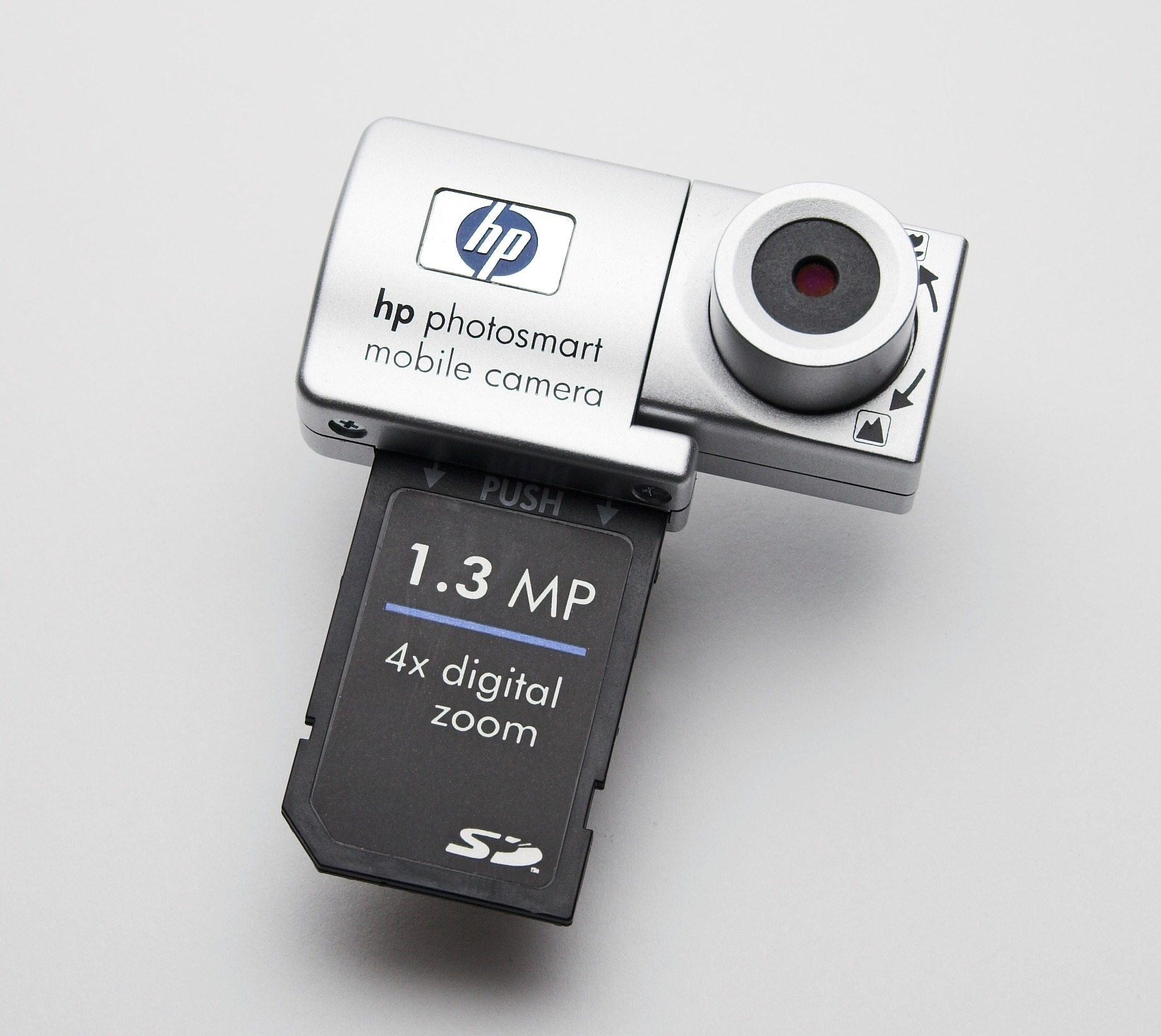
Câmera usando a interface SDIO para conectar a alguns dispositivos HP iPAQ

Um cartão SDIO (Secure Digital Input Output) é uma extensão da especificação SD para cobrir as funções de E/S. As placas SDIO só são totalmente funcionais em dispositivos host projetados para suportar suas funções de entrada e saída (normalmente PDAs como o Palm Treo, mas ocasionalmente laptops ou telefones celulares). Esses dispositivos podem usar o slot SD para suportar receptores GPS, Modem, leitores de código de barras, sintonizadores de Rádio FM, sintonizadores de TV, leitores RFID, câmeras digitais e interfaces para Wi-Fi, Bluetooth, Ethernet e IrDA. Muitos outros dispositivos SDIO foram propostos, mas agora é mais comum que os dispositivos de E/S se conectem usando a interface USB.
Os cartões SDIO suportam a maioria dos comandos de memória dos cartões SD. As placas SDIO podem ser estruturadas como oito placas lógicas, embora, atualmente, a maneira típica de uma placa SDIO usar esse recurso seja estruturar-se com uma placa de E/S e uma placa de memória.
As interfaces SDIO e SD são mecânica e eletricamente idênticas. Os dispositivos host construídos para cartões SDIO geralmente aceitam cartões de memória SD sem funções de E/S. No entanto, o inverso não é verdadeiro, porque os dispositivos host precisam de drivers e aplicativos adequados para suportar as funções de E/S da placa. Por exemplo, uma câmera HP SDIO geralmente não funciona com PDAs que não a listam como acessório. A inserção de um cartão SDIO em qualquer slot SD não causa danos físicos nem interrupção no dispositivo host, mas os usuários podem ficar frustrados porque o cartão SDIO não funciona totalmente quando inserido em um slot aparentemente compatível. (Dispositivos USB e Bluetooth apresentam problemas de compatibilidade comparáveis, embora em menor grau graças ás classes de dispositivos USB padronizadas e perfis Bluetooth.)
A família SDIO compreende placas Low-Speed e Full-Speed. Ambos os tipos de placas SDIO suportam os tipos de barramento SPI e SD de um bit. Os cartões SDIO de baixa velocidade também podem suportar o barramento SD de quatro bits; Os cartões SDIO de velocidade total são necessários para suportar o barramento SD de quatro bits. Para usar um cartão SDIO como um "cartão combinado" (para memória e E/S), o dispositivo host deve primeiro selecionar a operação de barramento SD de quatro bits. Dois outros recursos exclusivos do SDIO de baixa velocidade são uma taxa de clock máxima de 400kHz para todas as comunicações e o uso do pino 8 como "interrupção" para tentar iniciar o diálogo com o dispositivo host.
Agrupamento cartas juntas
O protocolo SD de um bit foi derivado do protocolo MMC, que previa a capacidade de colocar até três cartões em um barramento de linhas de sinal comuns. Os cartões usam interfaces de coletor aberto, onde um cartão pode puxar uma linha para o nível de baixa tensão; a linha está no nível de alta tensão (por causa de um resistor de pull-up) se nenhum cartão o puxar para baixo. Embora as placas compartilhassem linhas de clock e sinal, cada placa tinha sua própria linha de seleção de chip para detectar que o dispositivo host a havia selecionado.
O protocolo SD previu a capacidade de agrupar 30 cartões sem linhas de seleção de chip separadas. O dispositivo host transmitiria comandos para todos os cartões e identificaria o cartão para responder ao comando usando seu número de série exclusivo.
Na prática, os cartões raramente são agrupados porque a operação de coletor aberto apresenta problemas em altas velocidades e aumenta o consumo de energia. Versões mais recentes da especificação SD recomendam linhas separadas para cada cartão.

### Compatibilidade
Os dispositivos host que estão em conformidade com as versões mais recentes da especificação fornecem compatibilidade com versões anteriores e aceitam cartões SD mais antigos. Por exemplo, dispositivos host SDXC aceitam todas as famílias anteriores de cartões de memória SD, e dispositivos host SDHC também aceitam cartões SD padrão.
Dispositivos host mais antigos geralmente não suportam formatos de cartão mais recentes, e mesmo quando eles podem suportar a interface de barramento usada pelo cartão, existem vários fatores que surgem:
- Um cartão mais recente pode oferecer maior capacidade do que o dispositivo host pode suportar (mais de 4 GB para SDHC, mais de 32 GB para SDXC).
- Um cartão mais recente pode usar um sistema de arquivos no qual o dispositivo host não pode navegar (FAT32 para SDHC, exFAT para SDXC)
- O uso de um cartão SDIO requer que o dispositivo host seja projetado para as funções de entrada/saída que o cartão fornece.
- A interface de hardware da placa foi alterada a partir da versão 2.0 (novos clocks de barramento de alta velocidade, redefinição de bits de capacidade de armazenamento) e família SDHC (barramento de velocidade ultra-alta (UHS))
- O UHS-II tem fisicamente mais pinos, mas é compatível com UHS-I e não UHS para slot e cartão.[83]
- Alguns fornecedores produziam cartões SDSC acima de 1 GB antes que a SDA padronizasse um método de fazê-lo.

| Slot / Cartão | SDSC            | SDHC            | SDHC UHS        | SDXC                  | SDXC UHS              | SDIO |
| ------------- | --------------- | --------------- | --------------- | --------------------- | --------------------- | ---- |
| SDSC          | Parcial         | FAT16, < 4 GB   | FAT16, < 4 GB   | Não                   | Não                   | Não  |
| SDHC          | Sim             | Sim             | No modo não UHS | FAT32                 | FAT32 no modo não UHS | Não  |
| SDHC UHS      | No modo não UHS | No modo não UHS | No modo UHS     | FAT32 no modo não UHS | FAT32 no modo UHS     | Não  |
| SDXC          | Sim             | Sim             | No modo não UHS | Sim                   | No modo não UHS       | Não  |
| SDXC UHS      | No modo não UHS | No modo não UHS | No modo UHS     | No modo não UHS       | No modo UHS           | Não  |
| SDIO          | Varia           | Varia           | Varia           | Varia                 | Varia                 | Sim  |

## Mercados
Devido ao seu tamanho compacto, os cartões Secure Digital são usados em muitos dispositivos eletrônicos de consumo e se tornaram um meio difundido de armazenar vários gigabytes de dados em um tamanho pequeno. Dispositivos nos quais o usuário pode remover e substituir cartões com frequência como câmeras digitais, filmadora e consoles de videogame, tendem a usar cartões de tamanho normal. Dispositivos em que o tamanho pequeno é primordial, como telefones celulares, câmera de ação como a série GoPro Hero e drones de câmera, tendem a usar cartões microSD.

### Celulares
O cartão microSD ajudou a impulsionar o mercado de smartphones, dando aos fabricantes e consumidores maior flexibilidade e liberdade.
Enquanto o armazenamento em nuvem depende de uma conexão de internet estável e planos de dados suficientemente volumosos, os cartões de memória em dispositivos móveis fornecem expansão de armazenamento independente de localização e privado com taxas de transferência muito mais altas e sem latência (engenharia) (§ Desempenho do mundo real), permitindo aplicativos como fotografia e gravação de vídeo. Enquanto os dados armazenados internamente em dispositivos brickados são inacessíveis, os dados armazenados no cartão de memória podem ser recuperados e acessados externamente pelo usuário como um dispositivo de armazenamento em massa. Um benefício sobre a expansão de armazenamento USB On-The-Go é ergonomia sem compromissos. O uso de um cartão de memória também protege o armazenamento integro não substituível do celular contra desgaste de aplicativos pesados, como uso excessivo da câmera e hospedagem de servidor FTP portátil via WiFi Direct. Devido ao desenvolvimento técnico dos cartões de memória, os usuários de dispositivos móveis existentes podem expandir seu armazenamento ainda mais e com melhor custo-benefício com o tempo.
Versões recentes dos principais sistemas operacionais, como Windows Mobile e Android, permitem que aplicativos sejam executados a partir de cartões microSD, criando possibilidades para novos modelos de uso de cartões SD nos mercados de computação móvel, além de liberar espaço de armazenamento interno disponível.
Os cartões SD não são a solução mais econômica em dispositivos que precisam apenas de uma pequena quantidade de memória não volátil, como predefinições de estações em rádios pequenos. Eles também podem não apresentar a melhor escolha para aplicativos que exigem capacidades ou velocidades de armazenamento mais altas, conforme fornecido por outros padrões de cartão flash, como o CompactFlash. Essas limitações podem ser abordadas por tecnologias de memória em evolução, como as novas especificações SD 7.0, que permitem recursos de armazenamento de até 128 TB.
Muitos computadores pessoas de todos os tipos, incluindo tablets e telefones celulares, usam cartões SD, seja por meio de slots integrados ou por meio de um adaptador eletrônico ativo. Existem adaptadores para a PC Card, ExpressBus, USB, FireWire e a porta paralela da impressora. Adaptadores ativos também permitem que cartões SD sejam usados em dispositivos projetados para outros formatos, como CompactFlash. O adaptador FlashPath permite que cartões SD sejam usados em uma unidade de disquete.
Alguns dispositivos como o Samsung Galaxy Fit (2011) e o Samsung Galaxy Note 8.0 (2013) possuem um compartimento para cartão SD localizado externamente e acessível manualmente, enquanto está localizado sob a tampa da bateria em outros dispositivos. Os telefones celulares mais recentes usam um sistema de ejeção pin-hole para a bandeja que abriga o cartão de memória e o cartão SIM.

### Falsificação

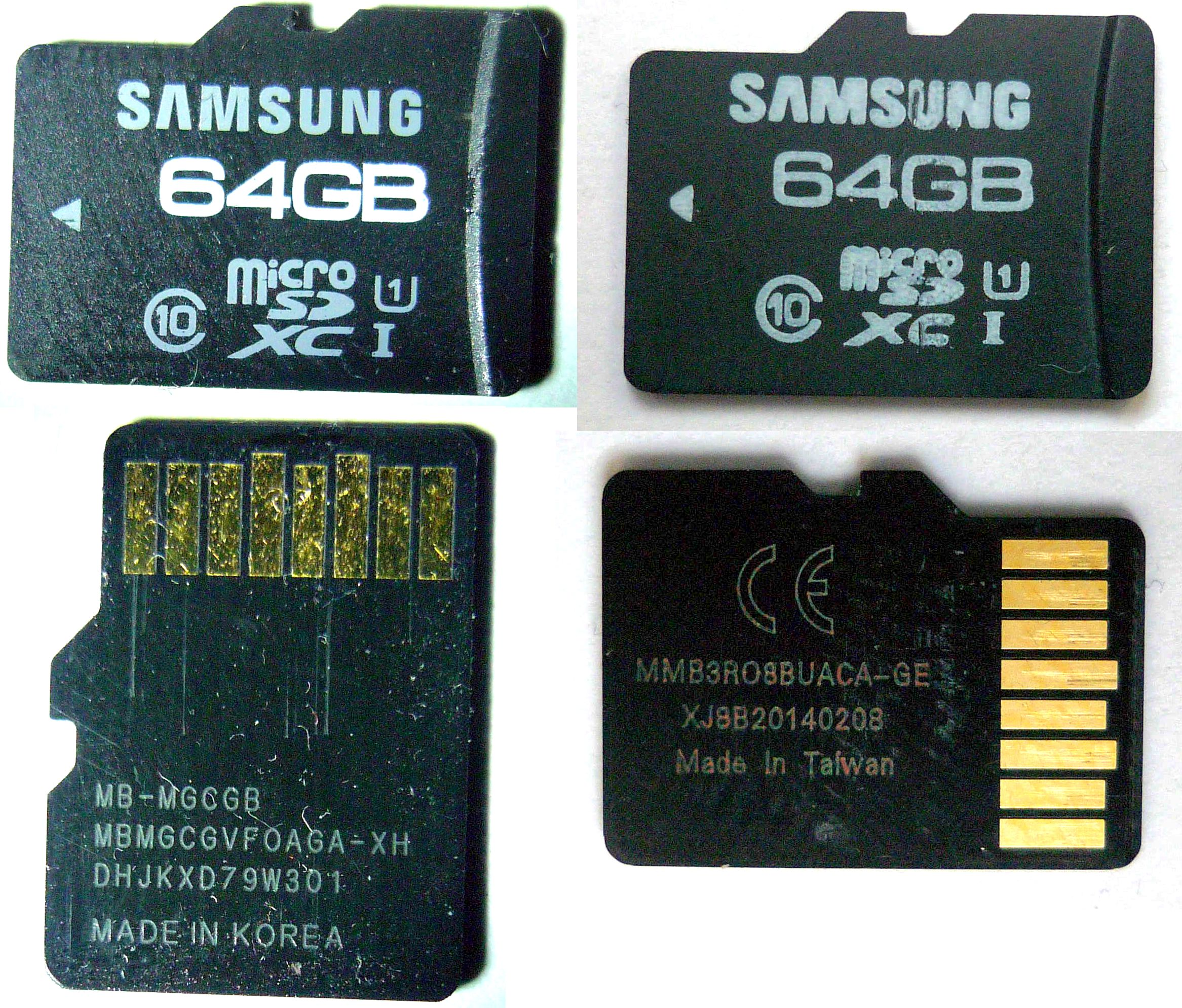
Samsung Pro microSDXC de 64 GB original (esquerda) e falsificado (direita): A falsificação afirma ter 64 GB de capacidade, mas apenas 8 GB (velocidade Classe 4) são utilizáveis: Ao tentar gravar mais de 8 GB, ocorre perda de dados. Também usado para falsificações SanDisk de 64 GB.

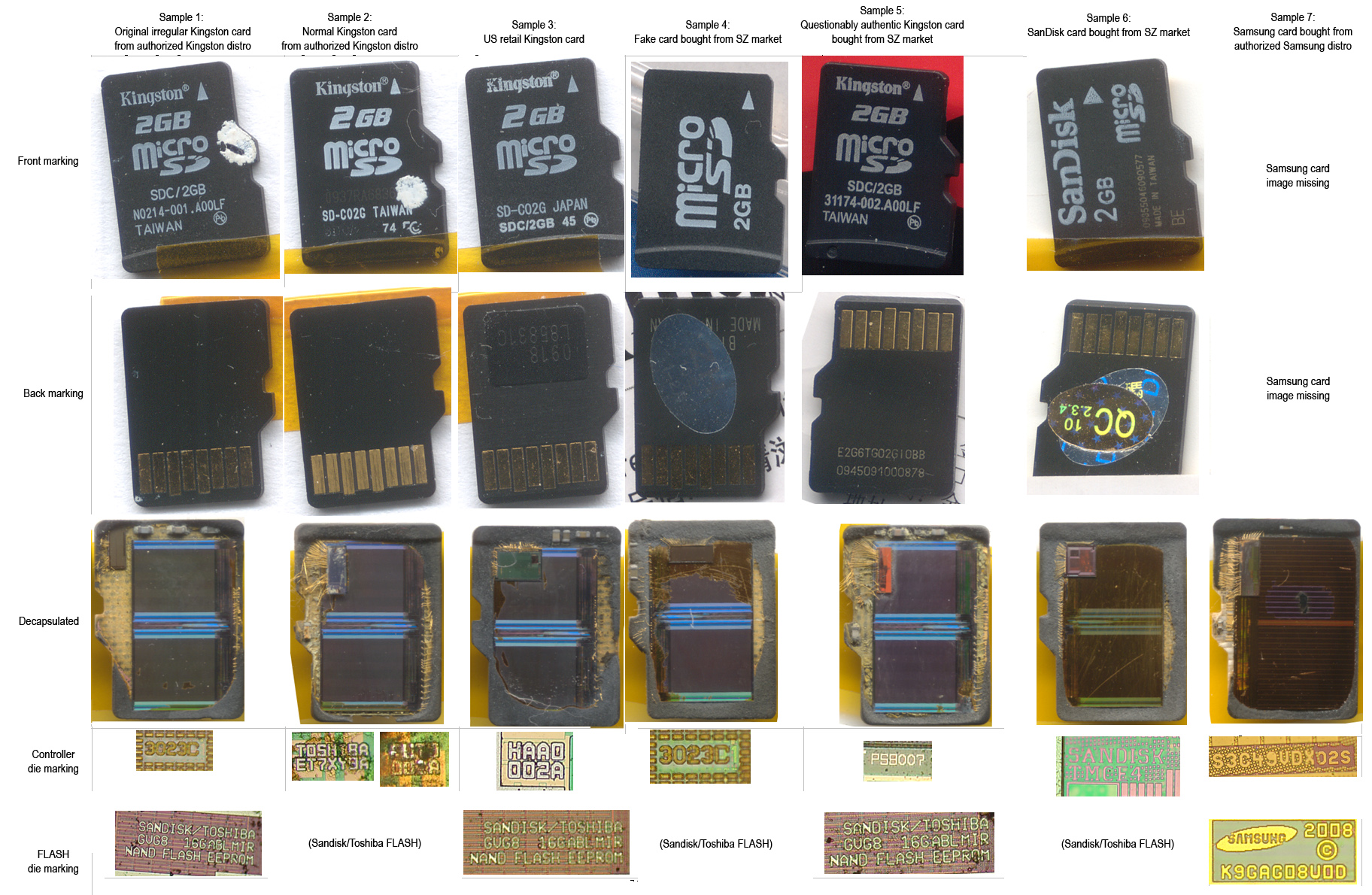
Imagens de cartões microSD (Secure Digital) genuínos, questionáveis e falsos/falsificados antes e depois do desencapsulamento. Detalhes na fonte, foto de Andrew Huang.

Comumente encontrados no mercado são cartões Secure Digital mal rotulados ou falsificados que relatam uma capacidade falsa ou funcionam mais lentamente do que o rotulado. Existem ferramentas de software para verificar e detectar produtos falsificados. A detecção de cartões falsificados geralmente envolve copiar arquivos com dados aleatórios para o cartão SD até que a capacidade do cartão seja atingida e copiá-los de volta. Os arquivos que foram copiados de volta podem ser testados comparando somas de verificação (por exemplo, MD5), ou tentando compactar eles. A última abordagem aproveita o fato de que os cartões falsificados permitem que o usuário leia os arquivos, que consistem em dados uniformes facilmente compactáveis (por exemplo, 0xFFs repetidos).

### Câmeras digitais

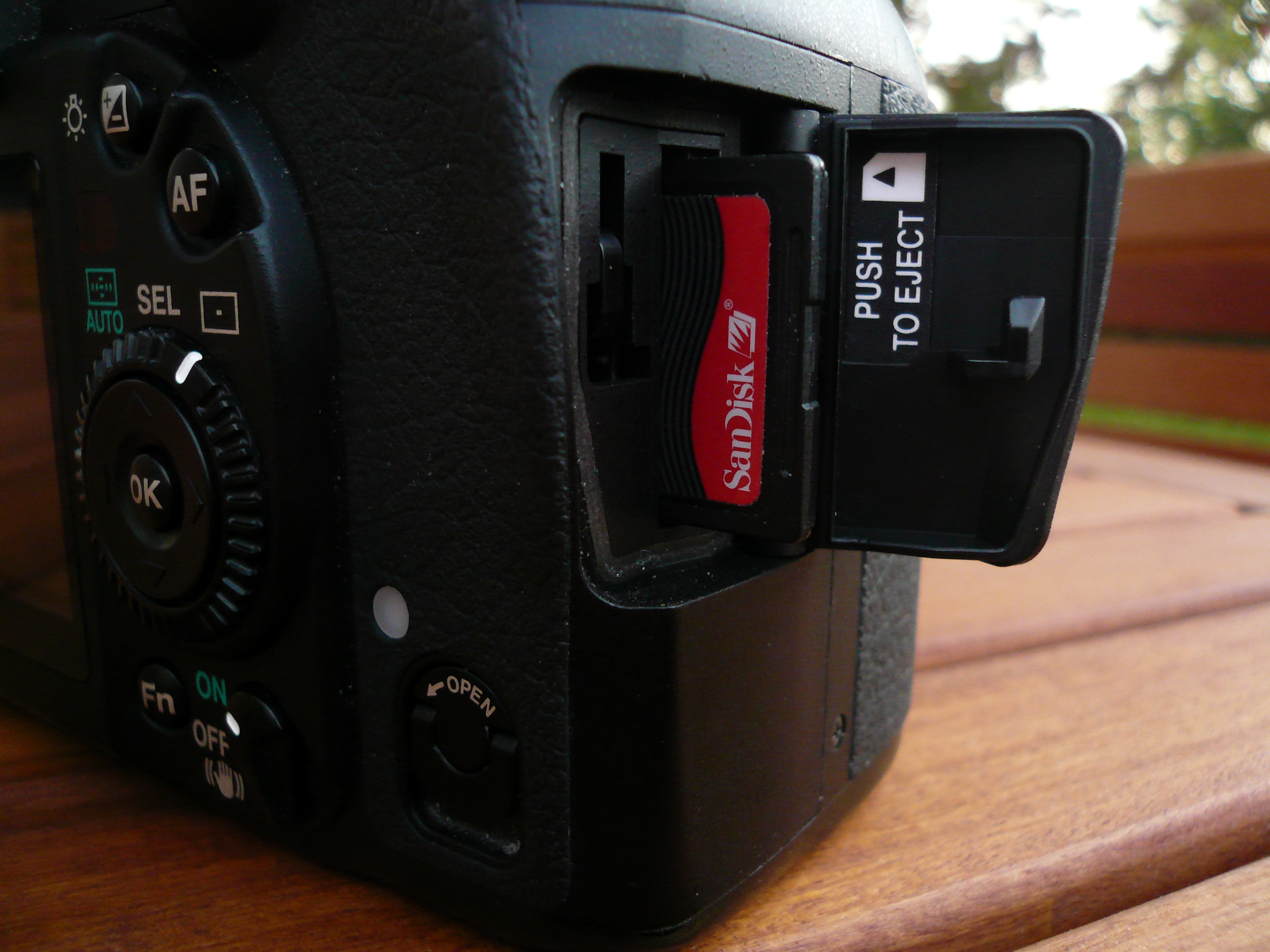
Cartão SD em uma câmera DSLR

Os cartões SD/MMC substituíram o SmartMedia da Toshiba como formato de cartão de memória dominante usado em câmeras digitais. Em 2001, o SmartMedia alcançou quase 50% de uso, mas em 2005 o SD/MMC alcançou mais de 40% do mercado de câmeras digitais e a participação do SmartMedia despencou em 2007.
Naquela época, todos os principais fabricantes de câmeras digitais usavam SD em suas linhas de produtos de consumo, incluindo Canon, Casio, Fujifilm, Kodak, Leica, Nikon, Olympus, Panasonic, Pentax, Ricoh, Samsung e Sony. Anteriormente, a Olympus e a Fujifilm usavam exclusivamente xD-Picture Card (cartões xD), enquanto a Sony usava apenas Memory Stick; no início de 2010, todos os três suportavam SD.
Algumas câmeras digitais profissionais continuaram a oferecer CompactFlash (CF), seja em um segundo slot de cartão ou como único armazenamento, pois o CF suporta capacidades máximas muito mais altas e historicamente era mais barato para a mesma capacidade.
Os cartões de memória Secure Digital podem ser usados em Camcorder Sony XDCAM EX com um adaptador e em equipamentos de cartão Panasonic P2 com um adaptador MicroP2.

### Computadores pessoais
Embora muitos computadores pessoais acomodem cartões SD como um dispositivo de armazenamento auxiliar usando um slot embutido, ou possam acomodar cartões SD por meio de um adaptador USB, os cartões SD não podem ser usados como disco rígido principal através do controlador ATA integrado, porque nenhuma das variantes do cartão SD suportam sinalização ATA. O uso do disco rígido primário requer um chip controlador SD separado ou um conversor SD para CompactFlash. No entanto, em computadores que suportam inicialização a partir de uma interface USB, um cartão SD em um adaptador USB pode ser o disco rígido principal, desde que contenha um sistema operacional que suporte acesso USB após a conclusão da inicialização.
Em laptops e tablets, os cartões de memória em um leitor de cartões integrado oferecem um benefício ergonômico em relação às unidades flash USB, já que estas ficam para fora do dispositivo, e o usuário precisaria ter cuidado para não bater nele ao transportar o dispositivo, o que poderia danificar a porta USB. Os cartões de memória têm um formato unificado e não reservam uma porta USB quando inseridos no slot de cartão dedicado de um computador.
Desde o final de 2009, os computadores Apple mais recentes com leitores de cartão SD instalados podem inicializar no macOS a partir de dispositivos de armazenamento SD, quando formatados corretamente para o formato Mac OS Extended e a tabela de partição padrão definida como GUID Partition Table. (Veja outros sistemas de arquivos abaixo)
Os cartões SD estão aumentando em uso e popularidade entre os proprietários de computadores antigos como o Atari 8 bits. Por exemplo SIO2SD (SIO é uma porta Atari para conectar dispositivos externos) é usado hoje em dia. Os software para um Atari de 8 bits pode ser incluído em um cartão SD que pode ter menos de 4-8 GB de tamanho de disco (2019).

### Sistemas incorporados

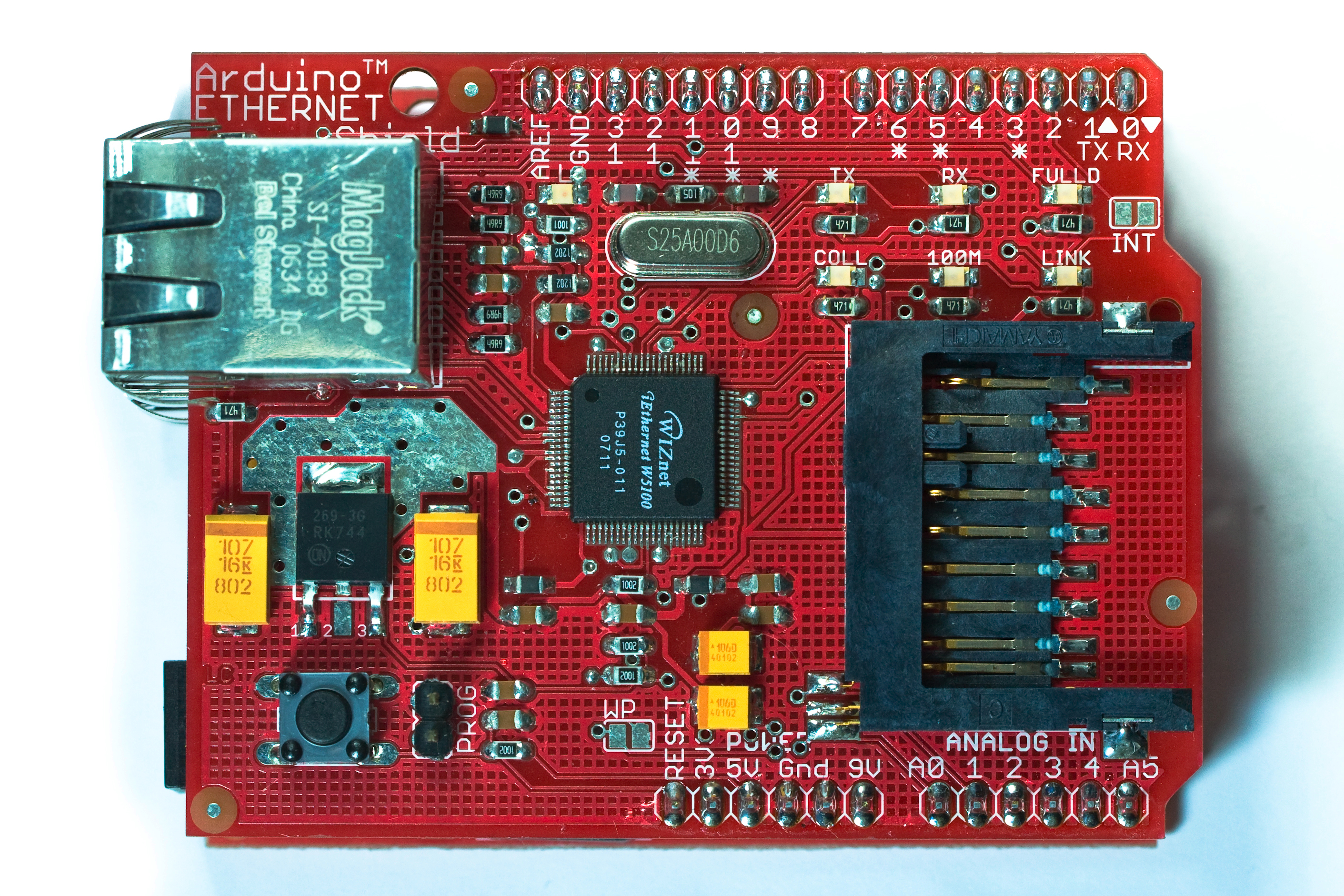
Um shield (placa-filha) que dá aos microprocessadores de prototipagem Arduino acesso a cartões SD

Em 2008, a SDA especificou o Embedded SD, "alavancando os padrões SD conhecidos" para permitir dispositivos de estilo SD não removíveis em placas de circuito impresso. No entanto, este padrão não foi adotado pelo mercado, enquanto o padrão MMC tornou-se o padrão de fato para sistemas embarcados. A SanDisk fornece esses componentes de memória incorporados sob a marca iNAND.
A maioria dos microcontroladores modernos possui lógica SPI integrada que pode fazer interface com um cartão SD operando em seu modo SPI, fornecendo armazenamento não volátil. Mesmo que um microcontrolador não possua o recurso SPI, o recurso pode ser emulado por meio de bits. Por exemplo, um hack caseiro combina pinos de entrada/saída de uso geral (GPIO) sobressalentes do processador do roteador Linksys WRT54G com o código de suporte MMC do kernel Linux. Esta técnica pode atingir uma taxa de transferência de até 1,6 Mbit/s.

### Distribuição de música
MicroSDs pré-gravados têm sido usados para comercializar música sob as marcas slotMusic e slotRadio da SanDisk e MQS da Astell&Kern.

## Detalhes técnicos

### Tamanho físico
A especificação do cartão SD define três tamanhos físicos. As famílias SD e SDHC estão disponíveis em todos os três tamanhos, mas as famílias SDXC e SDUC não estão disponíveis no tamanho mini e a família SDIO não está disponível no tamanho micro. Placas menores podem ser usadas em slots maiores por meio do uso de um adaptador passivo.

#### Standard
- SD (SDSC), SDHC, SDXC, SDIO, SDUC

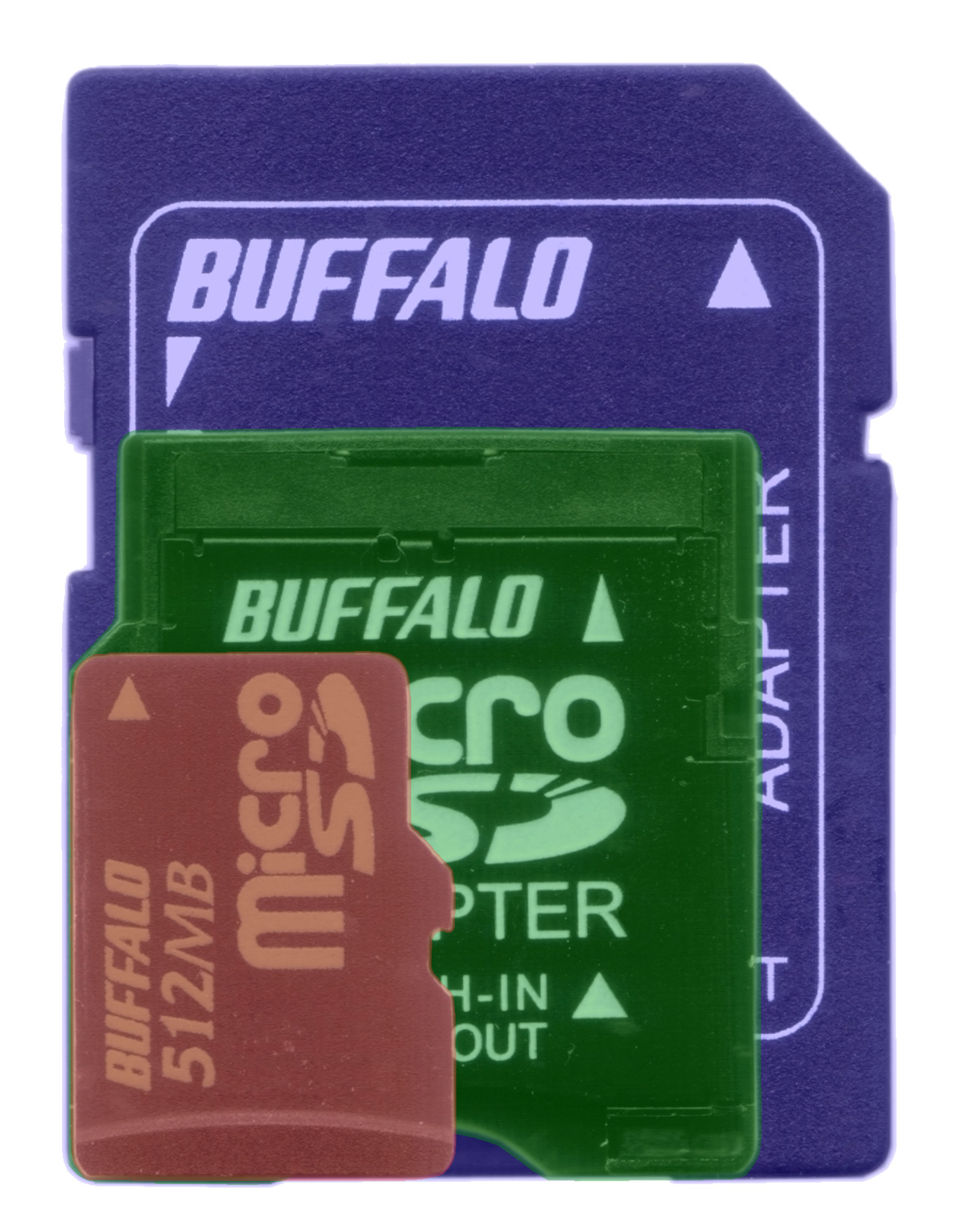
Comparação de tamanho das famílias: SD (azul), miniSD (verde), microSD (vermelho)

- 32 mm × 24 mm × 2,1 mm (1 17/64 pol ×15⁄16 pol ×5⁄64 pol)
- 32 mm × 24 mm × 1,4 mm (1 17/64 pol ×15⁄16 pol ×1⁄16 pol (tão fino quanto MMC) para Thin SD (raro)

#### MiniSD
- miniSD, miniSDHC, miniSDIO
- 21,5 mm × 20 mm × 1,4 mm (27⁄32 pol ×25⁄32 pol ×1⁄16 pol)

#### microSD
O fator de forma micro é o menor formato de cartão SD.
- microSD, microSDHC, microSDXC, microSDUC
- 15 mm × 11 mm × 1 mm (19⁄32 pol ×7⁄16 pol × 3⁄64 pol)

### Modos de transferência
Os cartões podem suportar várias combinações dos seguintes tipos de barramento e modos de transferência. O modo de barramento SPI e o modo de barramento SD de um bit são obrigatórios para todas as famílias SD, conforme explicado na próxima seção. Uma vez que o dispositivo host e o cartão SD negociam um modo de interface de barramento, o uso dos pinos números é o mesmo para todos os tamanhos de cartão.
- Modo de barramento SPI: Serial Peripheral Interface é usado principalmente por microcontroladores embutidos. Este tipo de barramento suporta apenas uma interface de 3,3 volts. Este é o único tipo de barramento que não requer uma licença de host.
- Modo de barramento SD de um bit: canais separados de comando e dados e um formato de transferência proprietário.
- Modo de barramento SD de quatro bits: usa pinos extras mais alguns pinos retribuídos. Este é o mesmo protocolo do modo de barramento SD de um bit que usa um comando e quatro linhas de dados para transferência de dados mais rápida. Todos os cartões SD suportam este modo. UHS-I e UHS-II requerem este tipo de barramento.
- Duas linhas diferenciais Modo SD UHS-II: Usa duas interfaces diferenciais de baixa tensão para transferir comandos de dados. Os cartões UHS-II incluem essa interface além dos modos de barramento SD.

A interface física é composta por 9 pinos, exceto que o cartão miniSD adiciona dois pinos desconectados no centro e o cartão microSD omite um dos dois pinos VSS (Ground).

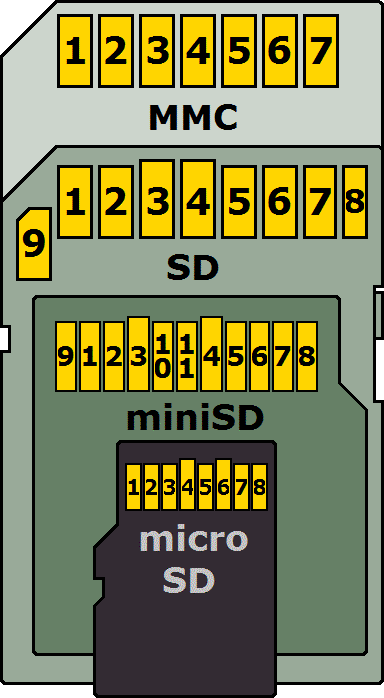
Números de pinos oficiais para cada tipo de cartão (de cima para baixo): MMC, SD, miniSD, microSD. Isso mostra a evolução do MMC mais antigo, no qual o SD é baseado. NOTA: Este desenho não mostra 8 novos contatos UHS-II que foram adicionados na especificação 4.0.

| Pino MMC | Pino SD | Pino miniSD | Pino microSD | Nome    | I/O | Lógica | Descrição                                                                       |
| -------- | ------- | ----------- | ------------ | ------- | --- | ------ | ------------------------------------------------------------------------------- |
| 1        | 1       | 1           | 2            | nCS     | I   | PP     | Seleção do cartão SPI [CS] (lógica negativa)                                    |
| 2        | 2       | 2           | 3            | DI      | I   | PP     | Dados seriais SPI em [MOSI]                                                     |
| 3        | 3       | 3           |              | VSS     | S   | S      | Ground                                                                          |
| 4        | 4       | 4           | 4            | VDD     | S   | S      | Power                                                                           |
| 5        | 5       | 5           | 5            | CLK     | I   | PP     | Relógio serial SPI [SCLK]                                                       |
| 6        | 6       | 6           | 6            | VSS     | S   | S      | Ground                                                                          |
| 7        | 7       | 7           | 7            | DO      | O   | PP     | Saída de dados seriais SPI [MISO]                                               |
|          | 8       | 8           | 8            | NC nIRQ | . O | . OD   | Não utilizado (cartões de memória) Interrupção (cartões SDIO) (lógica negativa) |
|          | 9       | 9           | 1            | NC      | .   | .      | Não usado                                                                       |
|          |         | 10          |              | NC      | .   | .      | Reservado                                                                       |
|          |         | 11          |              | NC      | .   | .      | Reservado                                                                       |

| Pino MMC | Pino SD | Pino miniSD | Pino microSDn | Nome    | I/O | Lógica | Descrição                                                                       |
| -------- | ------- | ----------- | ------------- | ------- | --- | ------ | ------------------------------------------------------------------------------- |
| 1        | 1       | 1           | 2             | CD      | I/O | .      | Detecção de cartão (por host) e detecção de modo não SPI (por cartão)           |
| 2        | 2       | 2           | 3             | CMD     | I/O | PP, OD | Comando, Resposta                                                               |
| 3        | 3       | 3           |               | VSS     | S   | S      | Ground                                                                          |
| 4        | 4       | 4           | 4             | VDD     | S   | S      | Power                                                                           |
| 5        | 5       | 5           | 5             | CLK     | I   | PP     | Serial clock                                                                    |
| 6        | 6       | 6           | 6             | VSS     | S   | S      | Ground                                                                          |
| 7        | 7       | 7           | 7             | DAT0    | I/O | PP     | Dados seriais SD 0                                                              |
|          | 8       | 8           | 8             | NC nIRQ | . O | . OD   | Não utilizado (cartões de memória) Interrupção (cartões SDIO) (Lógica negativa) |
|          | 9       | 9           | 1             | NC      | .   | .      | Não usado                                                                       |
|          |         | 10          |               | NC      | .   | .      | Reservedo                                                                       |
|          |         | 11          |               | NC      | .   | .      | Reservedo                                                                       |

| Pino MMC | Pino SD | Pino miniSD | Pino microSD | Nome      | I/O   | Lógica | Descrição |
| -------- | ------- | ----------- | ------------ | --------- | ----- | ------ | --- |
| .        | 1       | 1           | 2            | DAT3      | I/O   | PP     | Dados seriais SD 3                                                                                            |
| .        | 2       | 2           | 3            | CMD       | I/O   | PP, OD | Comando, Resposta                                                                                             |
| .        | 3       | 3           |              | VSS       | S     | S      | Ground |
| .        | 4       | 4           | 4            | VDD       | S     | S      | Power |
| .        | 5       | 5           | 5            | CLK       | I     | PP     | Serial clock                                                                                                  |
| .        | 6       | 6           | 6            | VSS       | S     | S      | Ground |
| .        | 7       | 7           | 7            | DAT0      | I/O   | PP     | Dados seriais SD 0                                                                                            |
|          | 8       | 8           | 8            | DAT1 nIRQ | I/O O | PP OD  | SD Serial Data 1 (cartões de memória) Período de interrupção (cartões SDIO compartilham o pino via protocolo) |
|          | 9       | 9           | 1            | DAT2      | I/O   | PP     | Dados seriais SD 2                                                                                            |
|          |         | 10          |              | NC        | .     | .      | Reservedo |
|          |         | 11          |              | NC        | .     | .      | Reservedo |

Notas:
1. A direção é relativa ao cartão. I = entrada, O = saída.
2. PP = lógica Push–pull, OD = lógica Open-Drain.
3. S = Fonte de alimentação, NC = Não conectado (ou lógico alto).

### Interface

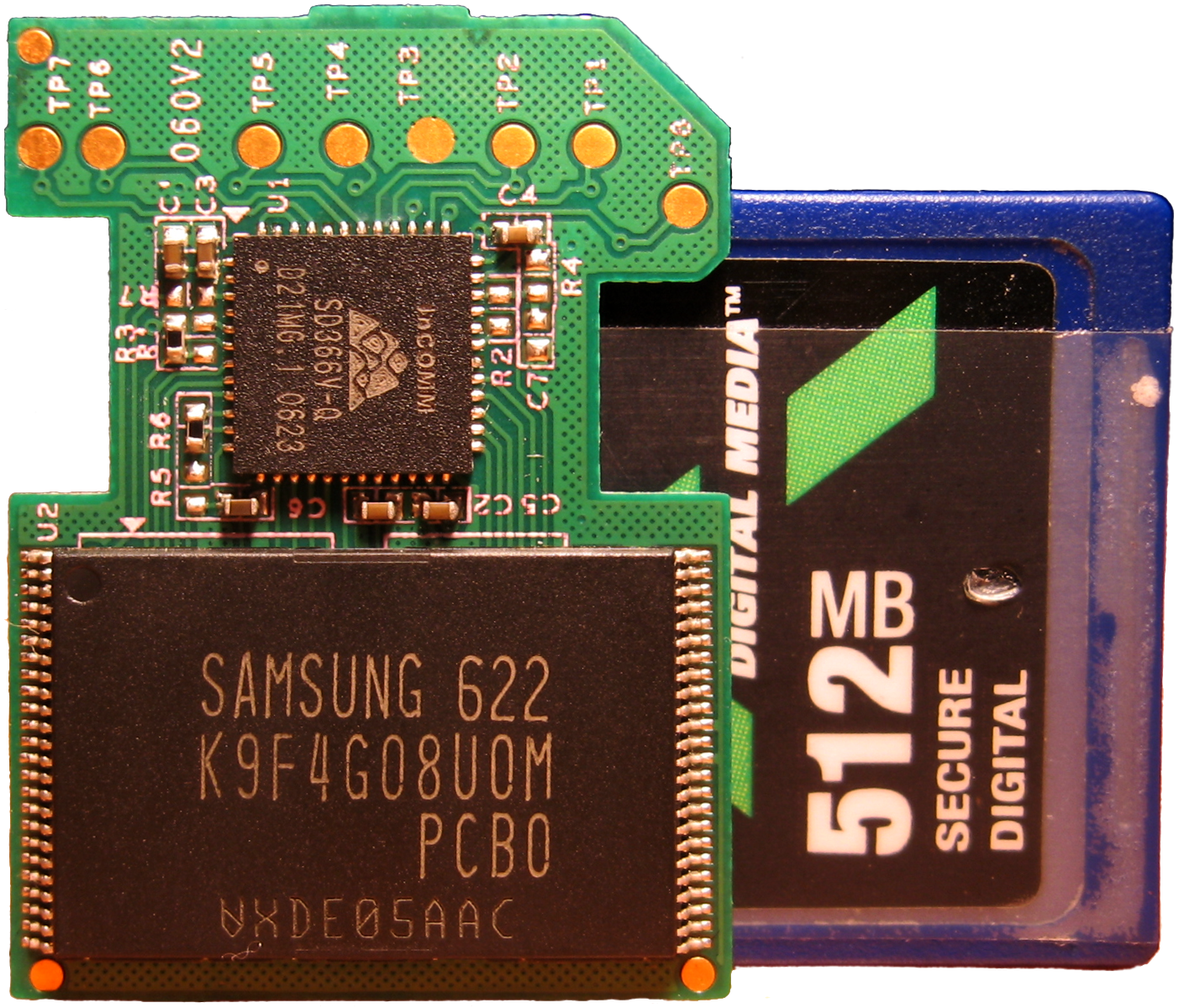
Dentro de um cartão SD de 512 MB: chip flash NAND que contém os dados (parte inferior) e controlador (parte superior)

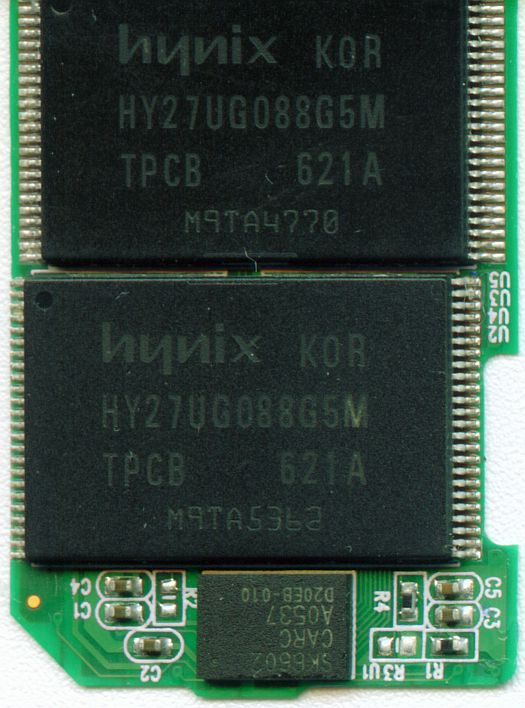
Dentro de um cartão SD de 2 GB: dois chips flash NAND (superior e central), chip controlador SD (inferior)

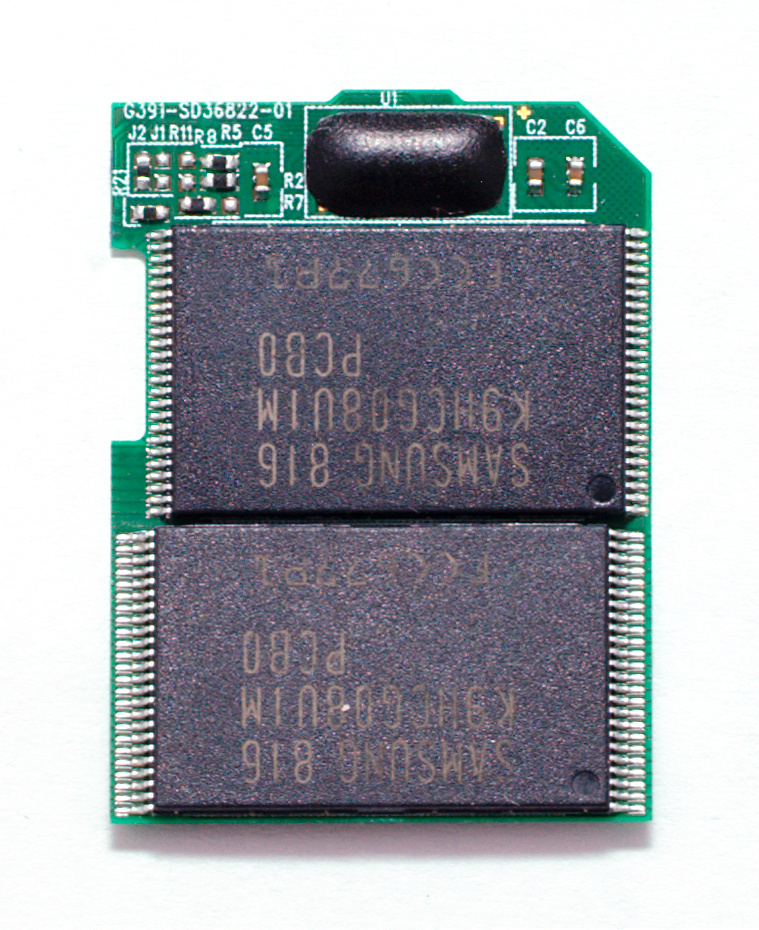
Dentro de um cartão SDHC de 16 GB

#### Interface de comando
Os cartões SD e os dispositivos host se comunicam inicialmente por meio de uma interface síncrona de um bit, onde o dispositivo host fornece um sinal de clock que dispara bits únicos dentro e fora do cartão SD. O dispositivo host envia comandos de 48 bits e recebe respostas. O cartão pode sinalizar que uma resposta será atrasada, mas o dispositivo host pode abordar o diálogo.
Através da emissão de vários comandos, o dispositivo host pode:
- Determine o tipo, a capacidade de memória e os recursos do cartão SD
- Comande o cartão para usar uma voltagem diferente, velocidade de clock diferente ou interface elétrica avançada
- Prepare o cartão para receber um bloco para escrever na memória flash, ou ler e responder com o conteúdo de um bloco especificado.

A interface de comando é uma extensão da interface MultiMediaCard (MMC). Os cartões SD descartaram o suporte para alguns dos comandos do protocolo MMC, mas adicionaram comandos relacionados à proteção contra cópia. Usando apenas comandos suportados por ambos os padrões até determinar o tipo de cartão inserido, um dispositivo host pode acomodar cartões SD e MMC.

#### Interface elétrica
Todas as famílias de cartões SD usam inicialmente uma interface elétrica de 3,3 volts. Sob comando, os cartões SDHC e SDXC podem alternar para operação de 1,8V.
Na inicialização inicial ou na inserção do cartão, o dispositivo host seleciona o barramento Serial Peripheral Interface (SPI) ou o barramento SD de um bit pelo nível de tensão presente no pino 1. Depois disso, o dispositivo host pode emitir um comando para alternar para a interface de barramento SD de quatro bits, se o cartão SD suportar. Para vários tipos de cartão, o suporte para o barramento SD de quatro bits é opcional ou obrigatório.
Depois de determinar que o cartão SD o suporta, o dispositivo host também pode comandar o cartão SD para alternar para uma velocidade de transferência mais alta. Até determinar as capacidades da placa, o dispositivo host não deve usar uma velocidade de clock superior a 400 kHz. Os cartões SD que não sejam SDIO (veja abaixo) têm uma taxa de clock de "velocidade padrão" de 25 MHz. O dispositivo host não precisa usar a velocidade máxima de clock que a placa suporta. Ele pode operar a uma velocidade inferior à velocidade máxima do clock para economizar energia. Entre os comandos, o dispositivo host pode parar o relógio completamente.

#### Alcançar velocidades de cartão mais altas
A especificação SD define transferências de quatro bits. (A especificação MMC suporta isso e também define um modo de oito bits de largura; cartões MMC com bits estendidos não eram aceitos pelo mercado.) A transferência de vários bits em cada pulso de clock melhora a velocidade do cartão. As famílias SD avançadas também melhoraram a velocidade oferecendo frequências de clock mais rápidas e taxa de dados dupla (explicada aqui) em uma interface diferencial de alta velocidade (UHS-II).[carece de fontes?]

### Sistema de arquivo

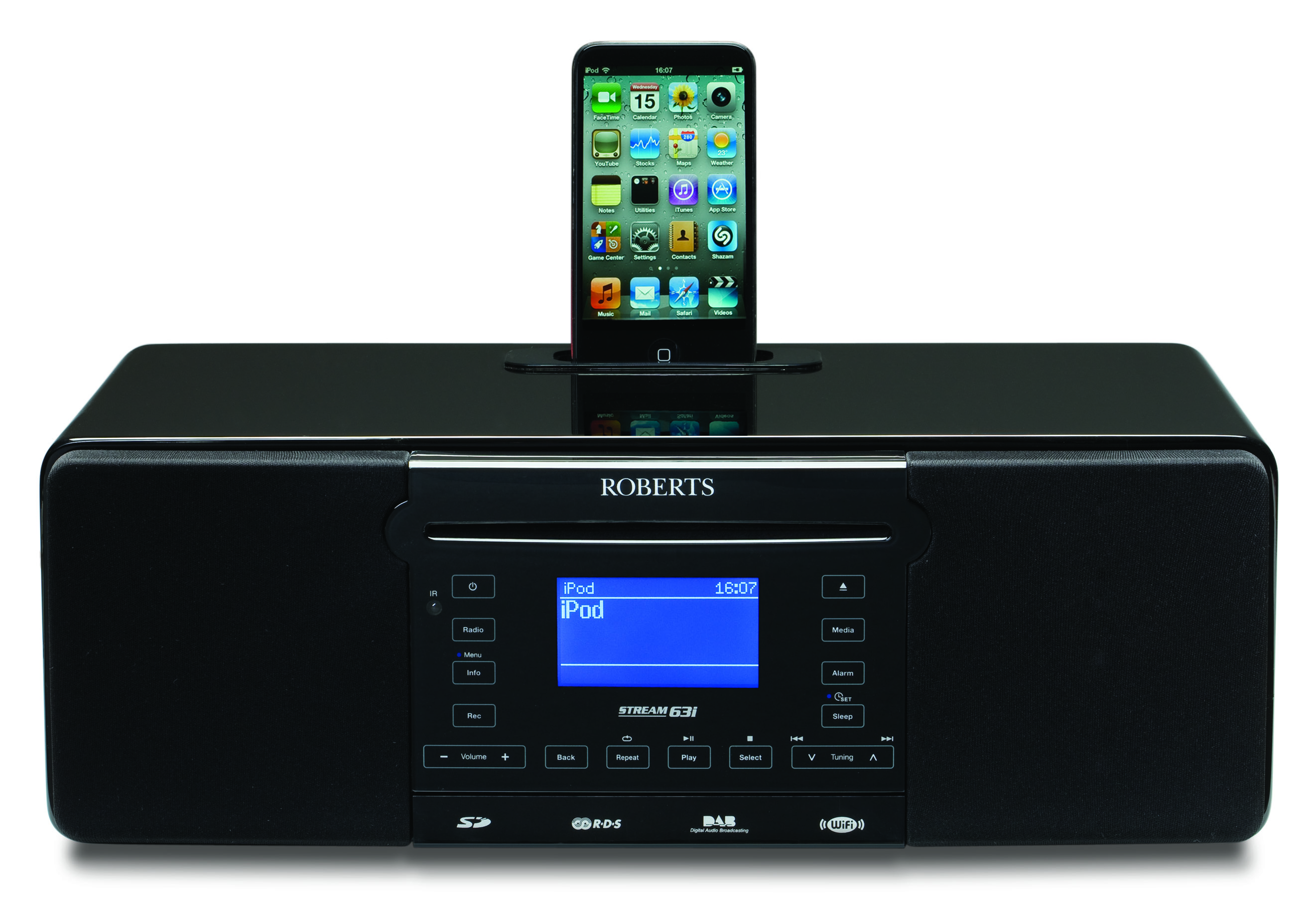
Gravador estéreo Wi-Fi/DAB+/FM/CD/MP3/WMA/USB/SDHC/podcast com compartimento para iPod

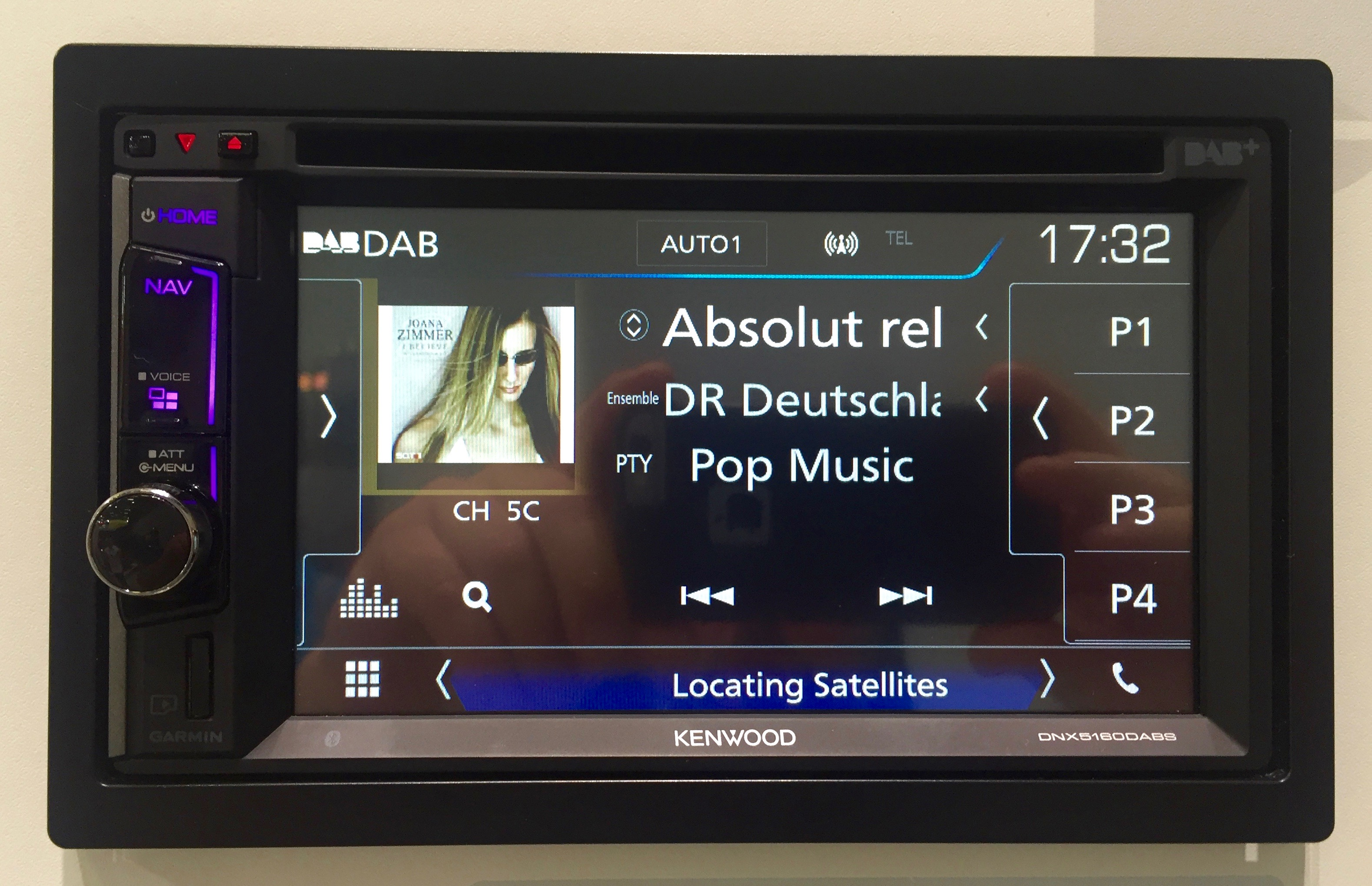
Receptor de carro DAB+/AM/FM/LW/CD/DVD/USB/microSDHC/GPS/Bluetooth/CarPlay/AndroidAuto

Como outros tipos de cartão de memória flash, um cartão SD de qualquer família SD é um dispositivo de armazenamento endereçável em bloco, no qual o dispositivo host pode ler ou gravar blocos de tamanho fixo especificando seu número de bloco.[carece de fontes?]

#### MBR e FAT
A maioria dos cartões SD é fornecida pré-formatada com um ou mais partições MBR, onde a primeira ou única partição contém um sistema de arquivos. Isso permite que eles funcionem como o disco rígido de computador pessoal. De acordo com a especificação do cartão SD, um cartão SD é formatado com MBR e o seguinte sistema de arquivos:
- Para cartões SDSC:
  - Capacidade inferior a 32.680 setores lógicos (menor que 16 MB[156]): FAT12 com partição tipo 01h e BPB 3.0 ou EBPB 4.1[157]
  - Capacidade de 32.680 a 65.535 setores lógicos (entre 16 MB e 32 MB):[156] FAT16 com partição 04h e BPB 3.0 ou EBPB 4.1[157]
  - Capacidade de pelo menos 65.536 setores lógicos (maior que 32 MB):[156] FAT16B com partição tipo 06h e EBPB 4.1[157]
- Para cartões SDHC:
  - Capacidade inferior a 16.450.560 setores lógicos (menor que 7,8 GB): FAT32 com tipo de partição 0Bh e EBPB 7.1
  - Capacidade de pelo menos 16.450.560 setores lógicos (maior que 7,8 GB): FAT32 com tipo de partição 0Ch e EBPB7.1
- para cartões SDXC: exFAT com tipo de partição 07h

A maioria dos produtos de consumo que aceitam um cartão SD espera que ele seja particionado e formatado dessa maneira. O suporte universal para FAT12, FAT16, FAT16B e FAT32 permite o uso de cartões SDSC e SDHC na maioria dos computadores host com um leitor SD compatível, para apresentar ao usuário o método familiar de arquivos nomeados em uma árvore de diretórios hierárquica.
Em tais cartões SD, programas utilitários padrão, como o "Utilitário de Disco" do Mac OS X ou o SCANDISK do Windows, podem ser usados para reparar um sistema de arquivamento corrompido e, às vezes, recuperar arquivos excluídos. Ferramentas de desfragmentação para sistemas de arquivos FAT podem ser usadas nesses cartões. A consolidação de arquivos resultante pode fornecer uma melhoria marginal no tempo necessário para ler ou gravar o arquivo, mas não uma melhoria comparável à desfragmentação de discos rígidos, onde armazenar um arquivo em vários fragmentos requer movimento físico adicional e relativamente lento de uma cabeça de unidade. Além disso, a desfragmentação executa gravações no cartão SD que contam para a vida útil do cartão. A resistência de gravação da memória física é discutida no artigo sobre memória flash; a tecnologia mais recente para aumentar a capacidade de armazenamento de um cartão oferece pior resistência à gravação.
Ao reformatar um cartão SD com capacidade de pelo menos 32 MB (65.536 setores lógicos ou mais), mas não mais de 2 GB, FAT16B com 06h e EBPB 4.1 é recomendado se o cartão é para um dispositivo de consumidor. (FAT16B também é uma opção para cartões de 4 GB, mas requer o uso de clusters de 64 KB, que não são amplamente suportados.) O FAT16B não suporta cartões acima de 4 GB.
A especificação SDXC exige o uso do sistema de arquivos exFAT proprietário da Microsoft, que às vezes requer drivers apropriados (por exemplo, exfat-utils/exfat-fuse no Linux). 

#### Outros sistemas de arquivos
Como o host vê o cartão SD como um dispositivo de armazenamento em bloco, o cartão não requer partições MBR ou qualquer sistema de arquivos específico. O cartão pode ser reformatado para usar qualquer sistema de arquivos compatível com o sistema operacional. Por exemplo:
- No Windows, os cartões SD podem ser formatados usando NTFS e, em versões posteriores, exFAT.
- No macOS, os cartões SD podem ser particionados como dispositivos GUID e formatados com sistemas de arquivos HFS Plus ou APFS ou ainda usar exFAT.
- Em sistemas operacionais do tipo Unix, como Linux ou FreeBSD, os cartões SD podem ser formatados usando o sistema de arquivos UFS, Ext2, Ext3, Ext4, btrfs, HFS Plus, ReiserFS ou F2FS. Além disso, no Linux, os sistemas de arquivos HFS Plus podem ser acessados para leitura/gravação se o pacote "hfsplus" estiver instalado e particionados e formatados se "hfsprogs" estiver instalado. (Esses nomes de pacotes estão corretos no Debian, Ubuntu etx., mas podem diferir em outras distribuições Linux.)

Qualquer versão recente do acima pode formatar cartões SD usando o sistema de arquivos UDF.
Além disso, como acontece com as unidades flash Live USB, um cartão SD pode ter um sistema operacional instalado. Computadores que podem inicializar a partir de um cartão SD (usando um adaptador USB ou inserido no leitor de mídia flash do computador) em vez da unidade de disco rígido pode, assim, se recuperar de uma unidade de disco rígido corrompida. Esse cartão SD pode ser bloqueado para preservar a integridade do sistema.
O Padrão SD permite o uso apenas dos sistemas de arquivos Microsoft FAT mencionados acima e qualquer cartão produzido no mercado deve ser pré-carregado com o sistema de arquivos padrão relacionado no momento de sua entrega ao mercado. Se qualquer aplicativo ou usuário reformatar o cartão com um sistema de arquivos fora do padrão, a operação adequada do cartão, incluindo a interoperabilidade, não poderá ser garantida.

#### Riscos de reformatação
Reformatar um cartão SD com um sistema de arquivos diferente, ou mesmo com o mesmo, pode tornar o cartão mais lento ou diminuir sua vida útil. Alguns cartões usam nivelamento de desgaste, no qual blocos modificados com frequência são mapeados para diferentes partes da memória em momentos diferentes, e alguns algoritmos de nivelamento de desgaste são projetados para os padrões de acesso típicos de FAT12, FAT16 ou FAT32. Além disso, o sistema de arquivos pré-formatado pode usar um tamanho de cluster que corresponda à região de apagamento da memória física no cartão; a reformatação pode alterar o tamanho do cluster e tornar as gravações menos eficientes. A SD Association fornece software SD Formatter para download gratuito para superar esses problemas para Windows e Mac OS X.
Os cartões de memória SD/SDHC/SDXC possuem uma "Área Protegida" no cartão para a função de segurança do padrão SD. Nem os formatadores padrão nem o formatador SD Association irão apagá-lo. A SD Association sugere que dispositivos ou software que usam a função de segurança SD possam formatá-lo.

### Consumo de energia
O consumo de energia dos cartões SD varia de acordo com seu modo de velocidade, fabricante e modelo.
Durante a transferência, pode estar na faixa de 66-330 mW (20-100 mA em um tensão de alimentação de 3,3 V). As especificações da TwinMos Technologies listam um máximo de 149 mW (45 mA) durante a transferência. A Toshiba lista 264-300 mW (80-100 mA). A corrente de espera é muito menor, inferior a 0,2 mA para um cartão micro SD de 2006. Se houver transferência de dados por períodos significativos, a vida útil da bateria pode ser notavelmente reduzida; para referência, a capacidade de baterias do smartphone é normalmente em torno de 6 Wh (Samsung Galaxy S2: 1650 mAh @ 3,7 V).
Os cartões UHS-II modernos podem consumir até 2,8 W, se o dispositivo host suportar o modo de velocidade de barramento SDR104 ou UHS-II. O consumo mínimo de energia no caso de um host UHS-II é de 720 mW.
| Modo de velocidade do barramento | Velocidade máxima do barramento [MB/s] | Máx. frequência de clock [MHz] | Tensão do sinal [V] | SDSC [W] | SDHC [W] | SDXC [W]    |
| -------------------------------- | -------------------------------------- | ------------------------------ | ------------------- | -------- | -------- | ----------- |
| HD312                            | 312                                    | 52                             | 0.4                 | -        | 2.88     | 2.88        |
| FD156                            | 156                                    | 52                             | 0.4                 | -        | 2.88     | 2.88        |
| SDR104                           | 104                                    | 208                            | 1.8                 | -        | 2.88     | 2.88        |
| SDR50                            | 50                                     | 100                            | 1.8                 | -        | 1.44     | 1.44        |
| DDR50                            | 50                                     | 50                             | 1.8                 | -        | 1.44     | 1.44        |
| SDR25                            | 25                                     | 50                             | 1.8                 | -        | 0.72     | 0.72        |
| SDR12                            | 12.5                                   | 25                             | 1.8                 | -        | 0.36     | 0.36 / 0.54 |
| Alta velocidade                  | 25                                     | 50                             | 3.3                 | 0.72     | 0.72     | 0.72        |
| Velocidade padrão                | 12.5                                   | 25                             | 3.3                 | 0.33     | 0.36     | 0.36 / 0.54 |

## Capacidade de armazenamento e compatibilidades
Todos os cartões SD permite que o dispositivo host determine quanta informação o cartão pode conter, e a especificação de cada família SD dá ao dispositivo host uma garantia da capacidade máxima relatada por um cartão compatível.
Quando a especificação da versão 2.0 (SDHC) foi concluída em junho de 2006, fornecedores já haviam desenvolvido cartões SD de 2 GB e 4 GB, conforme especificado na versão 1.01, ou lendo criativamente a versão 1.00. As placas resultantes não funcionam corretamente em alguns dispositivos host.

### Cartões SDSC acima de 1 GB

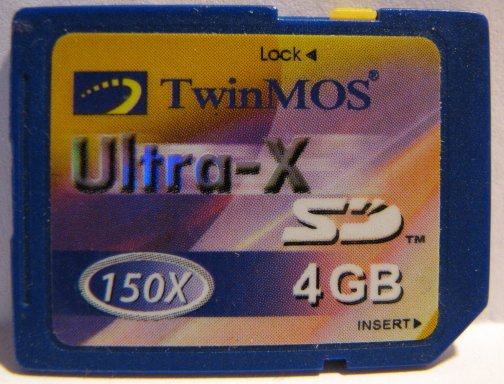
Cartão SDSC de 4 GB

Um dispositivo host pode solicitar a qualquer cartão SD inserido sua string de identificação de 128 bits (os dados específicos do cartão ou CSD). Nos cartões de capacidade padrão (SDSC), 12 bits identificam o número de clusters de memória (variando de 1 a 4.096) e 3 bits identificam o número de blocos por cluster (que decodificam para 4, 8, 16, 32, 64, 128, 256 ou 512 blocos por cluster). O dispositivo host multiplica esses números (como mostrado na seção a seguir) pelos números de bytes por bloco para determinar a capacidade do cartão em bytes.[carece de fontes?]
O SD versão 1.00 assumiu 512 bytes por bloco. Isso permitia cartões SDSC de até 4.096 x 512 x 512 B = 1 GB, para os quais não há incompatibilidades conhecidas.
A versão 1.01 permite que um cartão SDSC use um campo de 4 bits para indicar 1.024 ou 2.048 bytes por bloco. Ao fazê-lo, habilitaram cartões com 2 GB e 4 GB de capacidade, como o cartão SD Transcend de 4 GB e o cartão SD Memorette de 4 GB.
Os primeiros dispositivos host SDSC que assumem blocos de 512 bytes, portanto, não suportam totalmente a inserção de cartões de 2 GB ou 4 GB. Em alguns casos, o dispositivo host pode ler dados que residem no primeiro 1 GB do cartão. Se a suposição for feita no software do driver, o sucesso pode depender da versão. Além disso, qualquer dispositivo host pode não suportar um cartão SDSC de 4 GB, pois a especificação permite supor que 2 GB é o máximo para esses cartões.

### Cálculos de capacidade de armazenamento
O formato do registro de dados específicos do cartão (CSD) mudou entre a versão 1 (SDSC) e a versão 2.0 (que define SDHC e SDXC).

#### Versão 1
Na versão 1 da especificação SD, as capacidades de até 2 GB são calculadas combinando os campos do CSD da seguinte forma:
```
Capacidade = (
C_SIZE
 + 1) × 2
(
C_SIZE_MULT
 + 
READ_BL_LEN
 + 2)

onde
  0 ≤ 
C_SIZE
 ≤ 4095,
  0 ≤ 
C_SIZE_MULT
 ≤ 7,
  
READ_BL_LEN
 é 9 (para 512 bytes/setor) ou 10 (para 1024 bytes/setor)
```

Versões posteriores afirmam (na Seção 4.3.2) que um cartão SDSC de 2 GB deve definir seu READ_BL_LEN (e WRITE_BL_LEN) para indicar 1024 bytes, para que o cálculo acima relate corretamente a capacidade do cartão; mas que, para consistência, o dispositivo host não deve solicitar (por CMD16) comprimentos de bloco acima de 512 B.

#### Versões 2 e 3
Na definição dos cartões SDHC na versão 2.0, a porção C_SIZE do CSD é de 22 bits e indica o tamanho da memória em múltiplos de 512 KB (o campo C_SIZE_MULT é removido e READ_BL_LEN não é mais usado para computar a capacidade). Dois bits que antes eram reservados agora identificam a família de cartões. 0 é SDSC; 1 é SDHC ou SDXC; 2 e 3 são reservados. Devido a essas redefinições, os dispositivos host mais antigos não identificam corretamente os cartões SDHC ou SDXC nem sua capacidade correta.
- Os cartões SDHC estão restritos a relatar uma capacidade não superior a 32 GB.
- Os cartões SDXC podem usar todos os 22 bits do campo C_SIZE. Um cartão SDHC que fizesse isso (relatado C_SIZE > 65.375 para indicar uma capacidade de mais de 32 GB) violaria a especificação. Um dispositivo host que dependia de C_SIZE em vez da especificação para determinar a capacidade máxima do cartão pode oferecer suporte a esse cartão, mas o cartão pode falhar em outros dispositivos host compatíveis com SDHC.

A capacidade é calculada assim:
```
Capacidade = (
C_SIZE
 + 1) × 524288
onde para SDHC  
  4112 ≤ 
C_SIZE
 ≤ 65375  
  ≈2 GB ≤ Capacidade ≤ ≈32 GB
onde para SDXC 
  65535 ≤ 
C_SIZE

  ≈32 GB ≤ Capacidade ≤ 2 TB
```

Capacidades acima de 4 GB só podem ser alcançadas seguindo a versão 2.0 ou versões posteriores. Além disso, capacidades iguais a 4 GB também devem fazê-lo para garantir a compatibilidade.

## Abertura de especificação

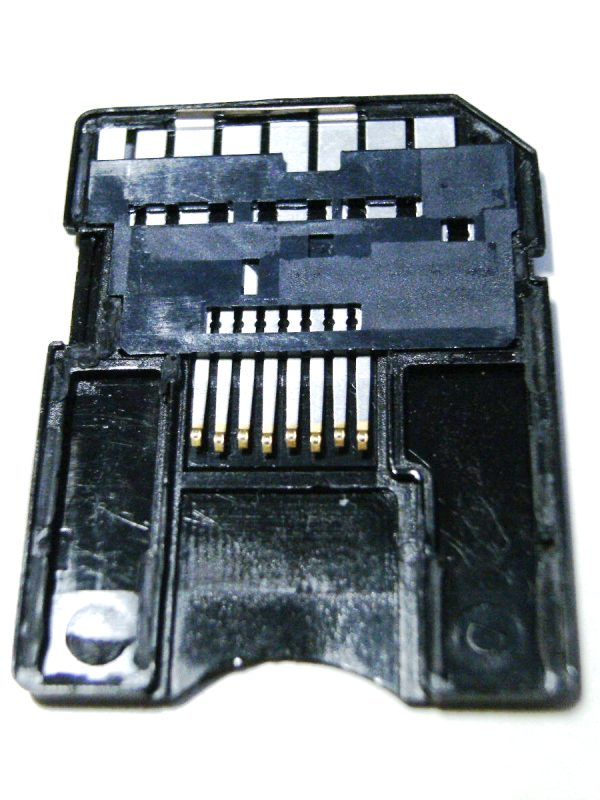
Adaptador microSD para SD desmontado mostrando a conexão passiva do slot para cartão microSD na parte inferior até os pinos SD na parte superior

Como a maioria dos formatos de cartão de memória, o SD é coberto por inúmeras patentes e marcas registradas. Excluído cartões SDIO, royalties para licenças de cartão SD são impostas para fabricação e venda de cartões de memória e adaptadores de host (US $ 1.000/ano mais associação a US $1.500/ano)
As primeiras versões da especificação SD estavam disponíveis sob um acordo de confidencialidade (NDA) que proibia o desenvolvimento de drivers de código aberto. No entanto, o sistema acabou passando por engenharia reversa e drivers de software gratuitos forneceram acesso a cartões SD que não usavam DRM. Após o lançamento da maioria dos drivers de código aberto, o SDA forneceu uma versão simplificada da especificação sob uma licença menos restritiva, ajudando a reduzir alguns problemas de incompatibilidade.
Sob um acordo de isenção de responsabilidade, a especificação simplificada lançada pela SDA em 2006 - em oposição à dos cartões SD - foi posteriormente estendida para a camada física, extensões ASSD, SDIO e SDIO Bluetooth Type-A.
A Especificação Simplificada está disponível.
Novamente, a maioria das informações já havia sido descoberta e o Linux tinha um driver totalmente gratuito para isso. Ainda assim, construir um chip em conformidade com esta especificação fez com que o projeto One Laptop per Child reivindicasse "a primeira implementação SD verdadeiramente Open Source, sem a necessidade de obter uma licença SDI ou assinar NDAs para criar drivers ou aplicativos SD".
A natureza proprietária da especificação SD completa afeta sistemas embarcados, laptops e alguns computadores desktops; muitos computadores de mesa não possuem slots de cartão, em vez disso, usam leitores de cartão baseados em USB, se necessário. Esses leitores de cartão apresentam uma interface de armazenamento em massa USB padrão para cartões de memória, separando assim o sistema operacional dos detalhes da interface SD subjacente. No entanto, sistemas embarcados (como tocadores de música portáteis) geralmente obtêm acesso direto a cartões SD e, portanto, precisam de informações completas de programação. Os próprios leitores de cartão de mesa são sistemas incorporados; seus fabricantes geralmente pagam ao ASDA para acesso completo às especificações do SD. Muitos notebooks agora incluem leitores de cartão SD baseados em USB; drivers de dispositivo para estes essencialmente obtêm acesso direto ao cartão SD, assim como os sistemas embarcados.
O modo de interface SPI - barramento é o único tipo que não requer uma licença de host para acessar cartões SD.

## Programa de verificação SD Express/UHS-II (SVP)
A SD Association (SDA) desenvolveu o Programa de Verificação SD Express/UHS-II (SVP) para verificar as interfaces eletrônicas do cartão/host/produtos auxiliares dos membros UHS-II e SD Express. Os produtos aprovados no SVP podem ser listados no site da SDA como produto verificado. O SVP oferece aos consumidores e às empresas maior confiança de que os produtos aprovados no SVP atendem aos padrões de interface, garantindo a compatibilidade.
A SVP testa produtos quanto à conformidade com a Diretriz de Teste Físico da SDA. Os produtos elegíveis para SVP incluem cartão/host/produtos auxiliares usando SD Express, com interface PCI Express (PCIe) ou interface SD UHS-II. A SDA selecionou o Granite River Labs (GRL) como o primeiro fornecedor de testes com laboratórios no Japão, Taiwan e EUA. O SVP é um programa voluntário disponível exclusivamente para membros da SDA. Os membros podem optar por ter produtos aprovados nos testes SVP listados no site da SDA.
As interfaces PCIe e UHS-II são interfaces de algo diferencial e atender aos requisitos exigentes de suas especificações é extremamente importante para garantir a operação e a interoperabilidade adequadas. O SVP atende ao mercado garantindo melhor interoperabilidade e publicando uma lista de produtos verificados pelo SVP. Essa lista permite que os membros promovam seus produtos e permite que os consumidores e OEMs tenham mais confiança ao selecionar produtos na lista.
Por um tempo limitado, a SDA está subsidiando os custos do SVP e está fornecendo a seus membros opções de desconto adicionais por meio de um programa de desconto por volume Test Shuttle. O Test Shuttle aproveita vários membros que enviam produtos do mesmo tipo para testes em massa. As empresas interessadas em criar produtos usando especificações SD e partiviar do SVP podem aderir ao SDA visitando: https://www.sdcard.org/join/.

## Comparação com outros formatos de memória flash

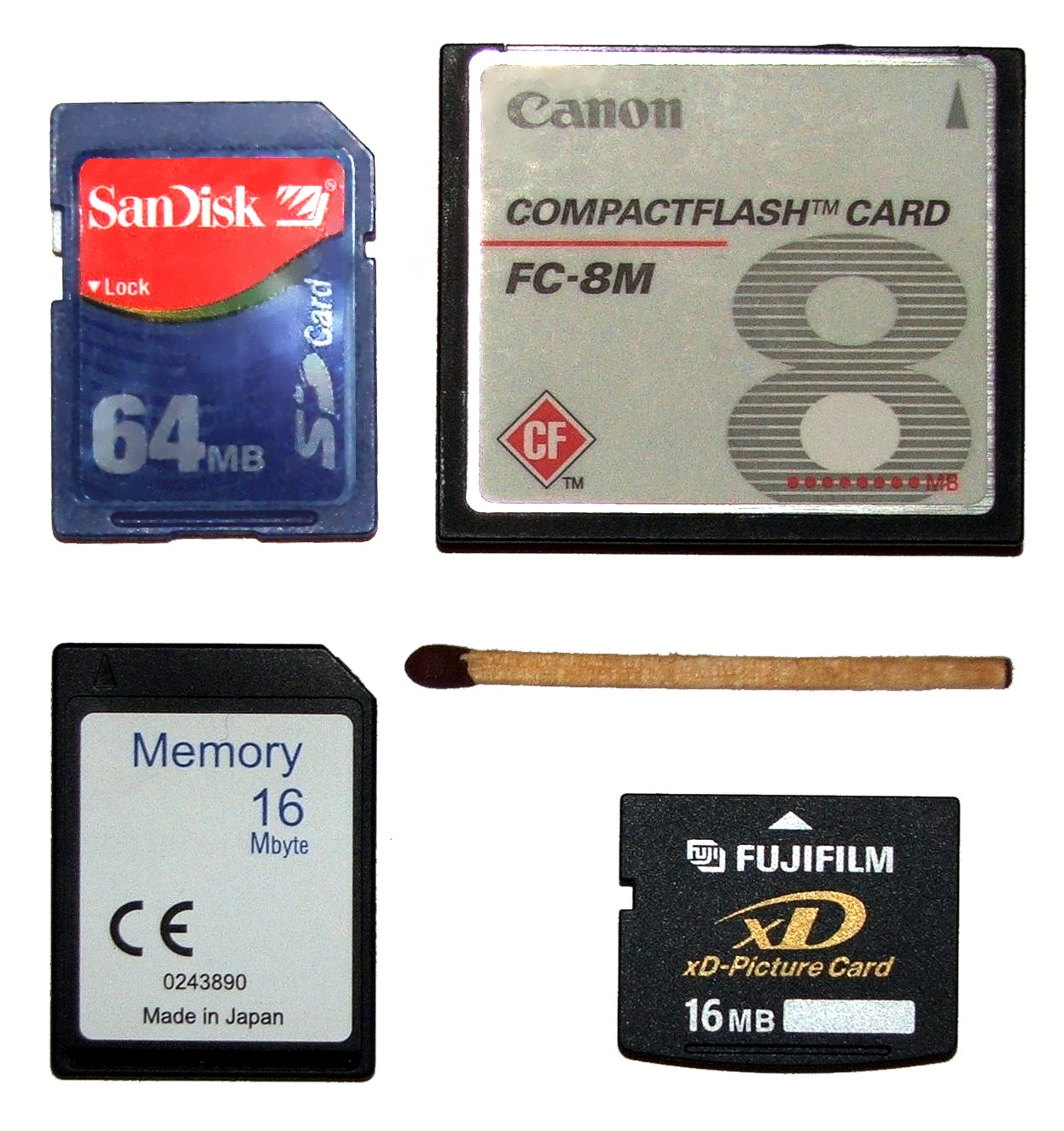
Comparação de tamanho de vários cartões flash: SD, CompactFlash, MMC, xD

No geral, o SD é menos aberto do que as unidades de memória flash CompactFlash ou USB. Esses padrões abertos podem ser implementados sem pagar por licenciamento, royalties ou documentação. (As unidades flash CompactFlash e USB podem exigir taxas de licenciamento para o uso dos logotipos de marca registrada da SDA.)
No entanto, o SD é muito mais aberto do que o Memory Stick da Sony, para o qual nenhuma documentação pública nem qualquer implementação pública nem qualquer implementação legada documentada está disponível. Todos os cartões SD podem ser acessados livremente usando o barramento SPI bem documentado
Os cartões xD são simplesmente chips flash NAND de 18 pinos em um pacote especial e suportam o conjunto de comandos padrão para acesso flash NAND bruto. Embora a interface de hardware bruto para cartões xD seja bem compreendida, o layout de seu conteúdo de memória - necessário para interoperabilidade com leitores de cartão xD e câmeras digitais - é totalmente não documentado. O consórcio que licencia os cartões xD não divulgou nenhuma informação técnica ao público.
| Modelo                              | MMC                           | RS-MMC                        | MMCplus                       | MMCmobile                     | SecureMMC                     | SDIO                                                                                 | SD                                                                                   | miniSD                                                                               | microSD |
| ----------------------------------- | ----------------------------- | ----------------------------- | ----------------------------- | ----------------------------- | ----------------------------- | ------------------------------------------------------------------------------------ | ------------------------------------------------------------------------------------ | ------------------------------------------------------------------------------------ | --- |
| Compatível com soquete SD           | Sim                           | Extensor                      | Sim                           | Extensor                      | Sim                           | Sim                                                                                  | Sim                                                                                  | Adaptador                                                                            | Adaptador                                                                                                   |
| Pinos                               | 7                             | 7                             | 13                            | 13                            | 7                             | 9                                                                                    | 9                                                                                    | 11                                                                                   | 8 |
| Largura                             | 24 mm                         | 24 mm                         | 24 mm                         | 24 mm                         | 24 mm                         | 24 mm                                                                                | 24 mm                                                                                | 20 mm                                                                                | 11 mm |
| Comprimento                         | 32 mm                         | 18 mm                         | 32 mm                         | 18 mm                         | 32 mm                         | 32 mm+                                                                               | 32 mm                                                                                | 21.5 mm                                                                              | 15 mm |
| Grossura                            | 1.4 mm                        | 1.4 mm                        | 1.4 mm                        | 1.4 mm                        | 1.4 mm                        | 2.1 mm                                                                               | 2.1 mm (most) 1.4 mm (rare)                                                          | 1.4 mm                                                                               | 1 mm |
| Modo de barramento SPI de 1-bit     | Opcional                      | Opcional                      | Opcional                      | Opcional                      | Sim                           | Sim                                                                                  | Sim                                                                                  | Sim                                                                                  | Sim |
| Clock máximo do barramento SPI      | 20 MHz                        | 20 MHz                        | 52 MHz                        | 52 MHz                        | 20 MHz                        | 50 MHz                                                                               | 25 MHz                                                                               | 50 MHz                                                                               | 50 MHz |
| Modo de barramento MMC/SD de 1 bit  | Sim                           | Sim                           | Sim                           | Sim                           | Sim                           | Sim                                                                                  | Sim                                                                                  | Sim                                                                                  | Sim |
| Modo de barramento MMC/SD de 4 bits | Não                           | Não                           | Sim                           | Sim                           | Não                           | Opcional                                                                             | Sim                                                                                  | Sim                                                                                  | Sim |
| Modo de barramento MMC de 8 bits    | Não                           | Não                           | Sim                           | Sim                           | Não                           | Não                                                                                  | Não                                                                                  | Não                                                                                  | Não |
| Modo DDR                            | Não                           | Não                           | Sim                           | Sim                           | Desconhecido                  | Desconhecido                                                                         | Desconhecido                                                                         | Desconhecido                                                                         | Desconhecido                                                                                                |
| Clock máximo do barramento MMC/SD   | 20 MHz                        | 20 MHz                        | 52 MHz                        | 52 MHz                        | 20 MHz?                       | 50 MHz                                                                               | 208 MHz                                                                              | 208 MHz                                                                              | 208 MHz |
| Taxa máxima de transferência MMC/SD | 20 Mbit/s                     | 20 Mbit/s                     | 832 Mbit/s                    | 832 Mbit/s                    | 20 Mbit/s?                    | 200 Mbit/s                                                                           | 832 Mbit/s                                                                           | 832 Mbit/s                                                                           | 832 Mbit/s                                                                                                  |
| Interrupções                        | Não                           | Não                           | Não                           | Não                           | Não                           | Opcional                                                                             | Não                                                                                  | Não                                                                                  | Não |
| Suporte a DRM                       | Não                           | Não                           | Não                           | Não                           | Sim                           | —                                                                                    | Sim                                                                                  | Sim                                                                                  | Sim |
| Criptografia do usuário             | Não                           | Não                           | Não                           | Não                           | Sim                           | Não                                                                                  | Não                                                                                  | Não                                                                                  | Não |
| Especificação simplificada          | Sim                           | Sim                           | Não                           | Não                           | Desconhecido                  | Sim                                                                                  | Sim                                                                                  | Não                                                                                  | Não |
| Custo da associação                 | JEDEC: US$4,400/ano, opcional | JEDEC: US$4,400/ano, opcional | JEDEC: US$4,400/ano, opcional | JEDEC: US$4,400/ano, opcional | JEDEC: US$4,400/ano, opcional | SD Card Association: US$2,000/ano, geral; US$4,500/ano, executivo                    | SD Card Association: US$2,000/ano, geral; US$4,500/ano, executivo                    | SD Card Association: US$2,000/ano, geral; US$4,500/ano, executivo                    | SD Card Association: US$2,000/ano, geral; US$4,500/ano, executivo                                           |
| Custo de Especificação              | Grátis                        | Grátis                        | Grátis                        | Grátis                        | Desconhecido                  | Simplificado: grátis. Completo: associação, ou US$ 1.000/ano para não-membros de P&D | Simplificado: grátis. Completo: associação, ou US$ 1.000/ano para não-membros de P&D | Simplificado: grátis. Completo: associação, ou US$ 1.000/ano para não-membros de P&D | Simplificado: grátis. Completo: associação, ou US$ 1.000/ano para não-membros de P&D                        |
| Licença de host                     | Não                           | Não                           | Não                           | Não                           | Não                           | US$1,000/ano, exceto uso somente no modo SPI                                         | US$1,000/ano, exceto uso somente no modo SPI                                         | US$1,000/ano, exceto uso somente no modo SPI                                         | US$1,000/ano, exceto uso somente no modo SPI                                                                |
| Royalties do cartão                 | Sim                           | Sim                           | Sim                           | Sim                           | Sim                           | Sim, US$1,000/ano                                                                    | Sim                                                                                  | Sim                                                                                  | Sim |
| Compatível com código aberto        | Sim                           | Sim                           | Desconhecido                  | Desconhecido                  | Desconhecido                  | Sim                                                                                  | Sim                                                                                  | Sim                                                                                  | Sim |
| Voltagem nominal                    | 3.3 V                         | 3.3 V                         | 3.3 V                         | 1.8 V/3.3 V                   | 1.8 V/3.3 V                   | 3.3 V                                                                                | 3.3 V (SDSC), 1.8/3.3 V (SDHC, SDXC & SDUC)                                          | 3.3 V (miniSD), 1.8/3.3 V (miniSDHC)                                                 | 3.3 V (SDSC), 1.8/3.3 V (microSDHC, microSDXC & microSDUC)                                                  |
| Capacidade máxima                   | 128 GB                        | 2 GB                          | 128 GB?                       | 2 GB                          | 128 GB?                       | ?                                                                                    | 2 GB (SD), 32 GB (SDHC), 1 TB (SDXC), 2 TB (SDXC, teórico), 128 TB (SDUC, teórico)   | 2 GB (miniSD), 16 GB (miniSDHC)                                                      | 2 GB (microSD), 32 GB (microSDHC), 1 TB (microSDXC), 2 TB (microSDXC, teórico), 128 TB (microSDUC, teórico) |
| Modelo                              | MMC                           | RS-MMC                        | MMCplus                       | MMCmobile                     | SecureMMC                     | SDIO                                                                                 | SD                                                                                   | miniSD                                                                               | microSD |

- Dados da tabela compilados das especiações MMC, SD e SDIO dos sites da SD Association e JEDEC. Os dados para outras variações de cartão são interpolados.

## Recuperação de dados
Um cartão SD com defeito pode ser reparado usando equipamento especializado, desde que a parte do meio, que contém o armazenamento flash, não esteja fisicamente danificada. O controlador pode assim ser contornado. Isso pode ser mais difícil ou mesmo impossível no caso de placa monolítica, onde o controlador reside no mesmo dado físico.